# Goldkronach

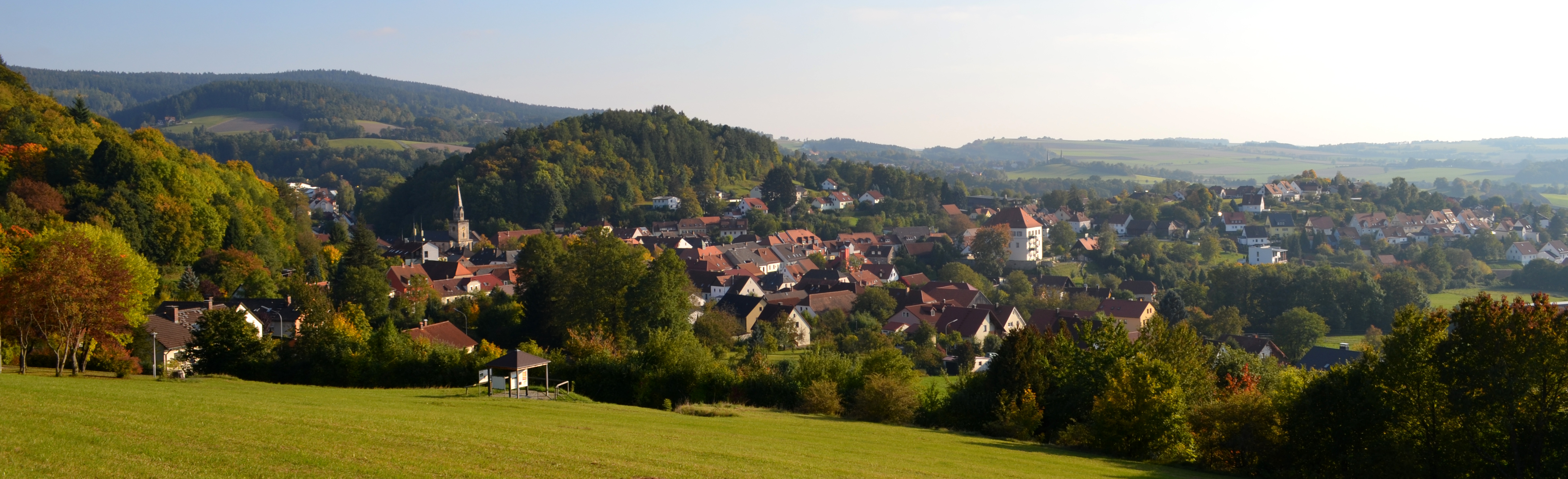
Goldkronach vom Leisauer Berg aus gesehen

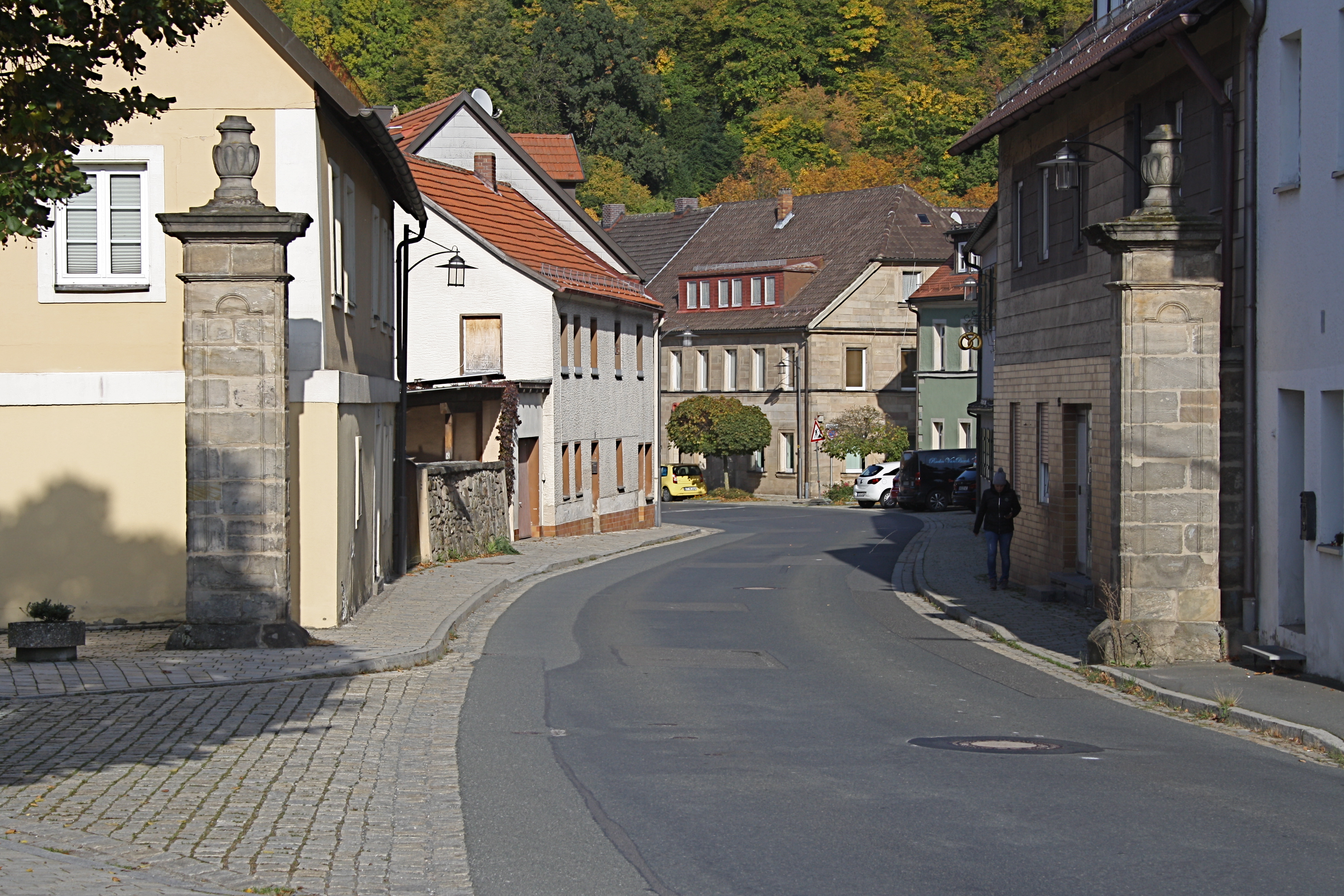
Bayreuther Straße in der Innenstadt

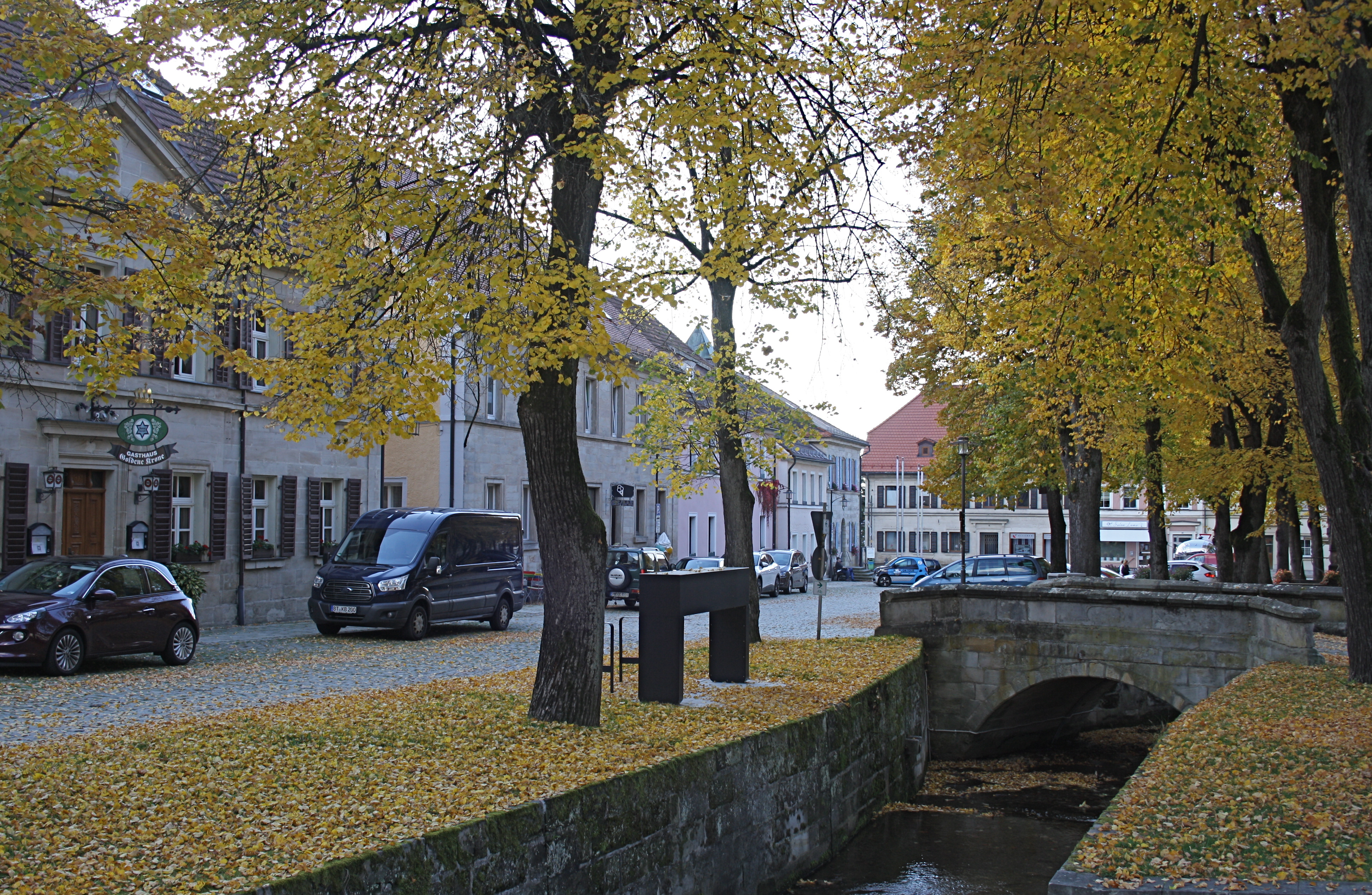
Die kanalisierte Kronach am Marktplatz

Goldkronach (ⓘ, oberfränkisch: Gronich) ist eine Stadt im oberfränkischen Landkreis Bayreuth. Der staatlich anerkannte Erholungsort liegt am Fuß des Fichtelgebirges etwa 14 Kilometer nordöstlich der Kreisstadt Bayreuth. Ihre erste Blütezeit erlebte die Stadt im Mittelalter durch den Goldbergbau, der erst in den 1920er Jahren endgültig eingestellt wurde.

## Geographie

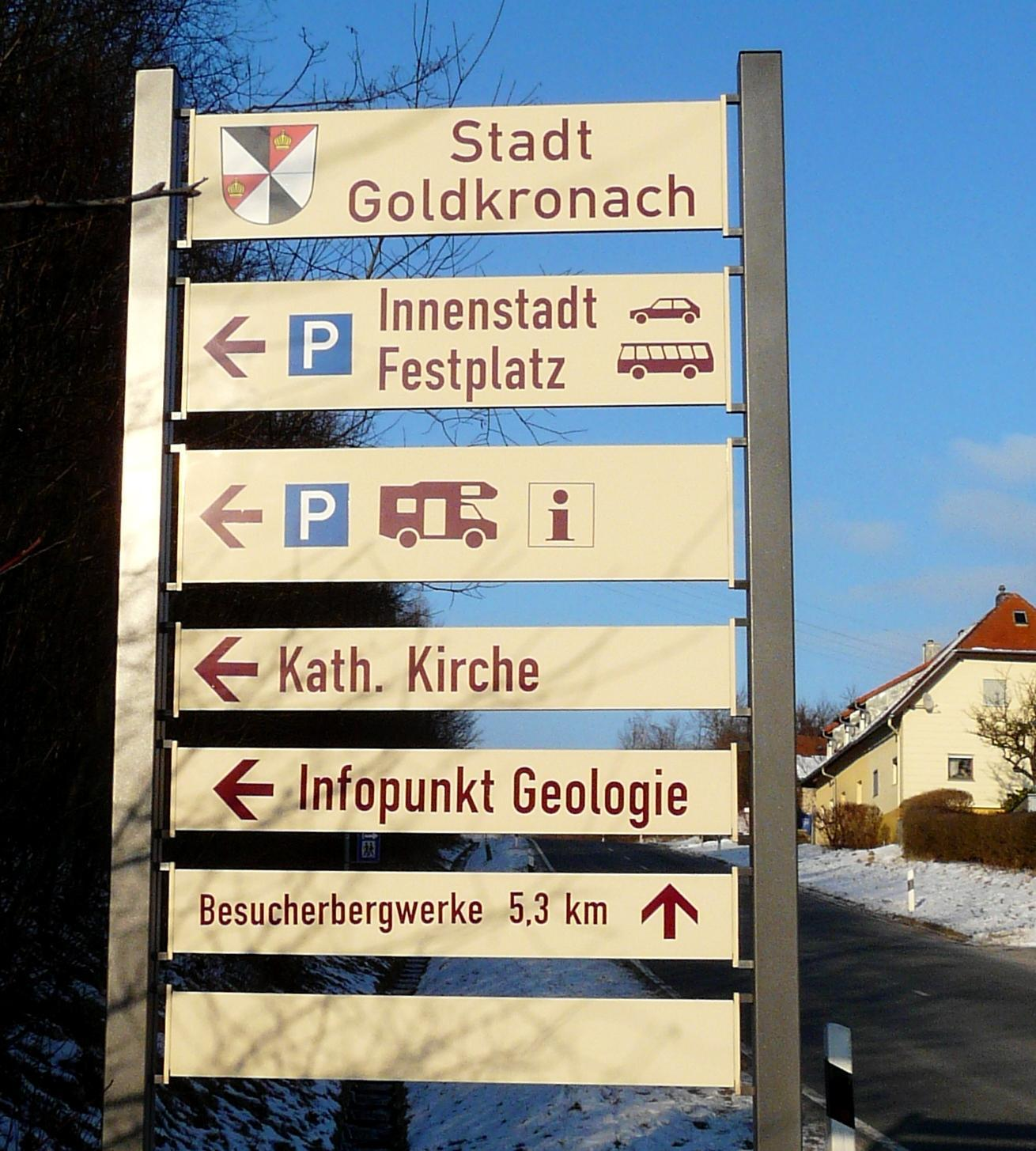
Wegweiser am Ortseingang

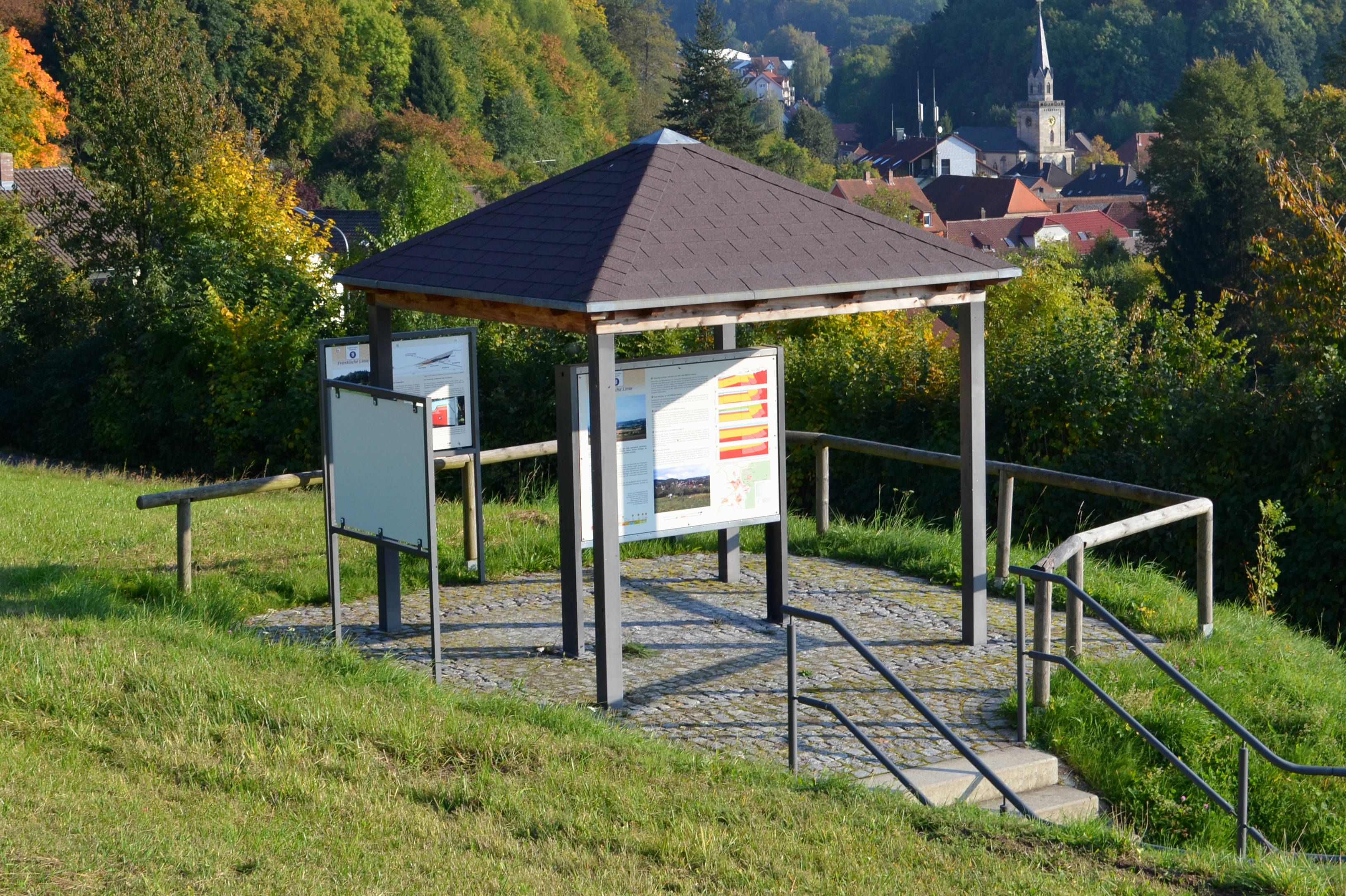
Informations-Pavillon an einem Geopunkt oberhalb Goldkronachs

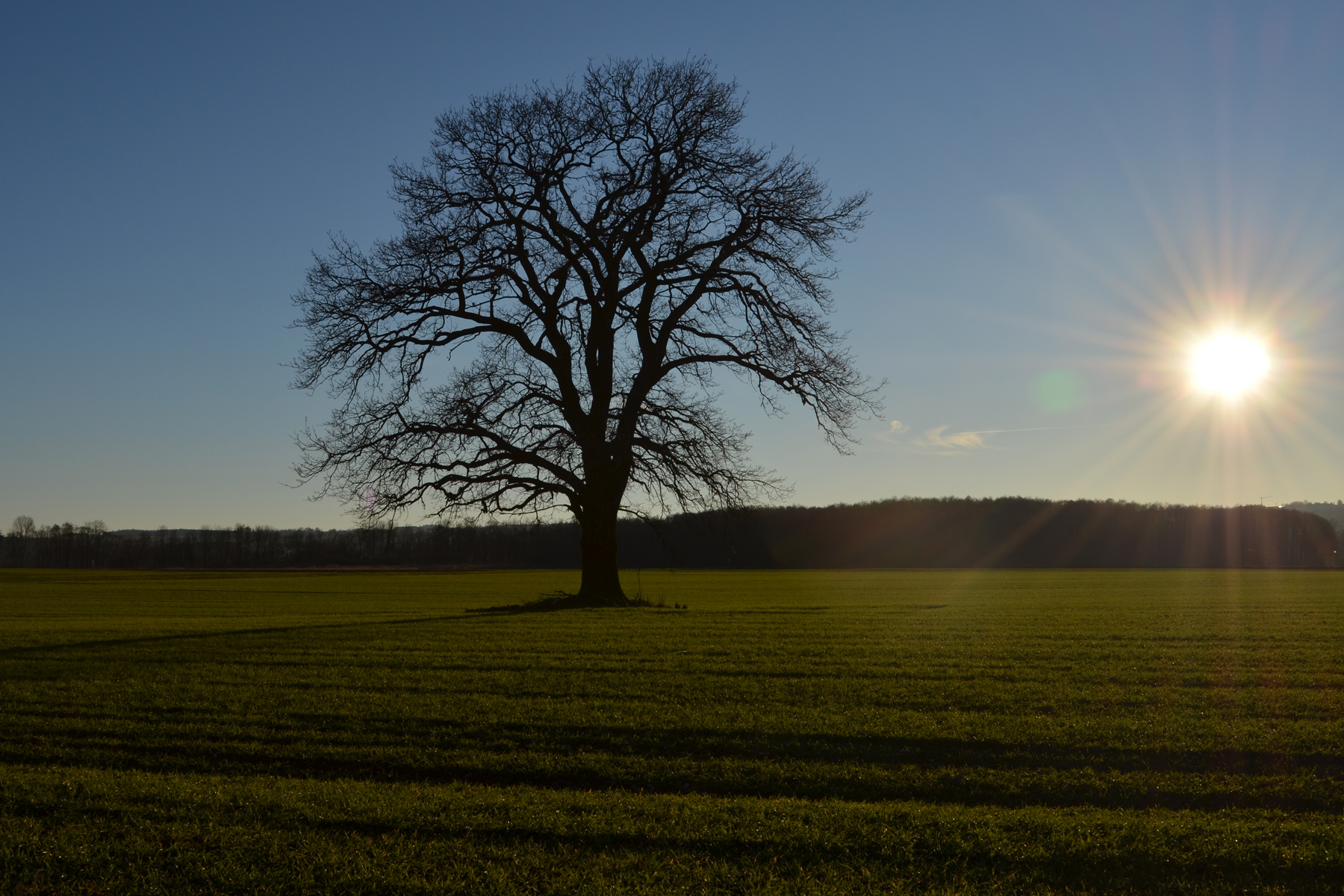
Kulturlandschaft zwischen Kottersreuth und Leisau

### Geographische Lage
Goldkronach liegt an der Kronach, die das Stadtgebiet von Südosten nach Nordwesten durchfließt. Sie entspringt mit mehreren Quellbächen westlich von Warmensteinach. Die Kronach prägt den Marktplatz des Hauptortes, trieb in früherer Zeit über den eigens angelegten Mühlbach zwei Wassermühlen an und mündet bei Himmelkron in den Weißen Main. Während sich im flacheren Süden und Westen des Gemeindegebietes, vor allem im Kronachtal, landwirtschaftliche Nutzflächen befinden, markieren die großteils bewaldeten Höhen im Norden und Osten den Aufstieg zum Fichtelgebirge.

### Geologie und Goldvorkommen
Goldkronach liegt direkt auf der Fränkischen Linie, einer geologischen Störung. Sie trennt die erdgeschichtlich wesentlich älteren, harten Gesteine des Fichtelgebirges von den jüngeren, weichen Gesteinen des Vorlandes. An diesem Bruch in der Erdkruste, einer der bedeutendsten tektonischen Bruchzonen Europas, senkte sich die Vorland-Scholle, während jene des Fichtelgebirges sich hob. So ergibt sich die bemerkenswerte Situation, dass im Stadtgebiet Goldkronachs Gesteinsarten aus mehreren erdgeschichtlichen Perioden an der Oberfläche zu finden sind.
Auf diese erdgeschichtlichen Verwerfungen sind die Goldvorkommen zurückzuführen. Sie sind auf einen kleinen Raum um den Goldberg begrenzt. Vermutlich nahmen sie ihren Ursprung in Sedimenten und Lavagesteinen mit einem geringen Goldgehalt. Eine genaue Datierung der Goldvererzung steht noch aus. Allerdings ist es wahrscheinlich, dass die Goldquarzgänge am Goldberg in Zusammenhang mit der Bildung der Alpen in der Kreidezeit stehen. Auskunft über die Erdgeschichte geben seit wenigen Jahren die Goldkronacher Geopunkte, die von der Stadt in Zusammenarbeit mit dem Geopark Bayern-Böhmen und der Wohlfühlregion Fichtelgebirge errichtet wurden. Zudem werden auch geführte Touren angeboten.

### Gemeindegliederung
Die Gemeinde Goldkronach hat 32 Gemeindeteile (in Klammern ist der Siedlungstyp angegeben):
- Beerfleck
- Brandholz (Dorf)
- Dressendorf (Dorf)
- Forthof (Einöde)
- Frankenberg (Einöde)
- Friedrichsloh (Einöde)
- Geräum (Einöde)
- Goldberg (Einöden)
- Goldkronach (Hauptort)
- Goldner Hirsch (Einöde)
- Haag (Weiler)
- Heidelleithen (Einöde)
- Konradswiese (Einöde)
- Kottersreuth (Dorf)
- Kreuzstein (Einöde)
- Kühleithen (Einöde)
- Leisau (Dorf)
- Melm (Einöde)
- Nemmersdorf (Pfarrdorf)
- Pfarrloh (Einöde)
- Pfergacker (Weiler)
- Pöllersdorf (Weiler)
- Reuth (Dorf)
- Saas (Einöde)
- Sand (Weiler)
- Sandhof (Einöde)
- Schlegelberg
- Sickenreuth (Dorf)
- Silberrose (Einöde)
- Sommerleithen (Einöde)
- Ziegelhütte (Einöde)
- Zoppaten (Dorf)

Die Gemeindeteilnamen Friedrichsloh, Kreuzstein, Pfergacker und Sandhof wurden mit Wirkung zum 1. April 2015 erteilt, der Gemeindeteil Lindenberg wurde mit Wirkung zum 1. April 2015 aufgehoben.
Es gibt auf dem Gemeindegebiet die Gemarkungen Brandholz, Dressendorf, Goldkronach, Goldkronacher Forst (Gemarkungsteil 2), Leisau und Nemmersdorf. Die Gemarkung Goldkronach hat eine Fläche von 3,465 km². Sie ist in 1337 Flurstücke aufgeteilt, die eine durchschnittliche Flurstücksfläche von 2591,79 m² haben.

### Nachbargemeinden
Die Stadt grenzt an folgende Städte, Gemeinden und gemeindefreien Gebiete (beginnend im Norden, dem Uhrzeigersinn folgend): Bad Berneck im Fichtelgebirge, Weidenberg, Bayreuth und Bindlach.

### Geotope
- Moosmüller-Keller in Goldkronach (Geotop-Nummer 472A012).
- Ehemaliger Steinbruch an der Otterleite bei Goldkronach (Geotop-Nummer 472A013).
- Rotliegend-Keller unter dem Schloss Nemmersdorf (Geotop-Nummer 472A014).
- Kellergasse Goldkronach (Geotop-Nummer 472A017).
- Schmutzler-Stollen östlich von Goldkronach (Geotop-Nummer 472G003).
- Diabasfelsen Frankenberg bei Brandholz (Geotop-Nummer 472R002).

## Etymologie
Goldkronach hieß ursprünglich „Cronach“ oder „Kranach“. Während der erste Namensteil unzweifelhaft später hinzukam und auf die reichen Edelmetallvorkommen verweist, ist der zweite, ältere Teil wohl slawischen Ursprungs. Er stammt wahrscheinlich aus der Zeit bis zum 10. Jahrhundert, als auf dem Gebiet des heutigen Bezirks Oberfranken slawische oder sorbische Einflüsse eine Rolle bei dessen Besiedlung spielten. Von diesem älteren Namensteil leitet sich wohl auch der Dialektausdruck „Gronich“ ab.

## Geschichte

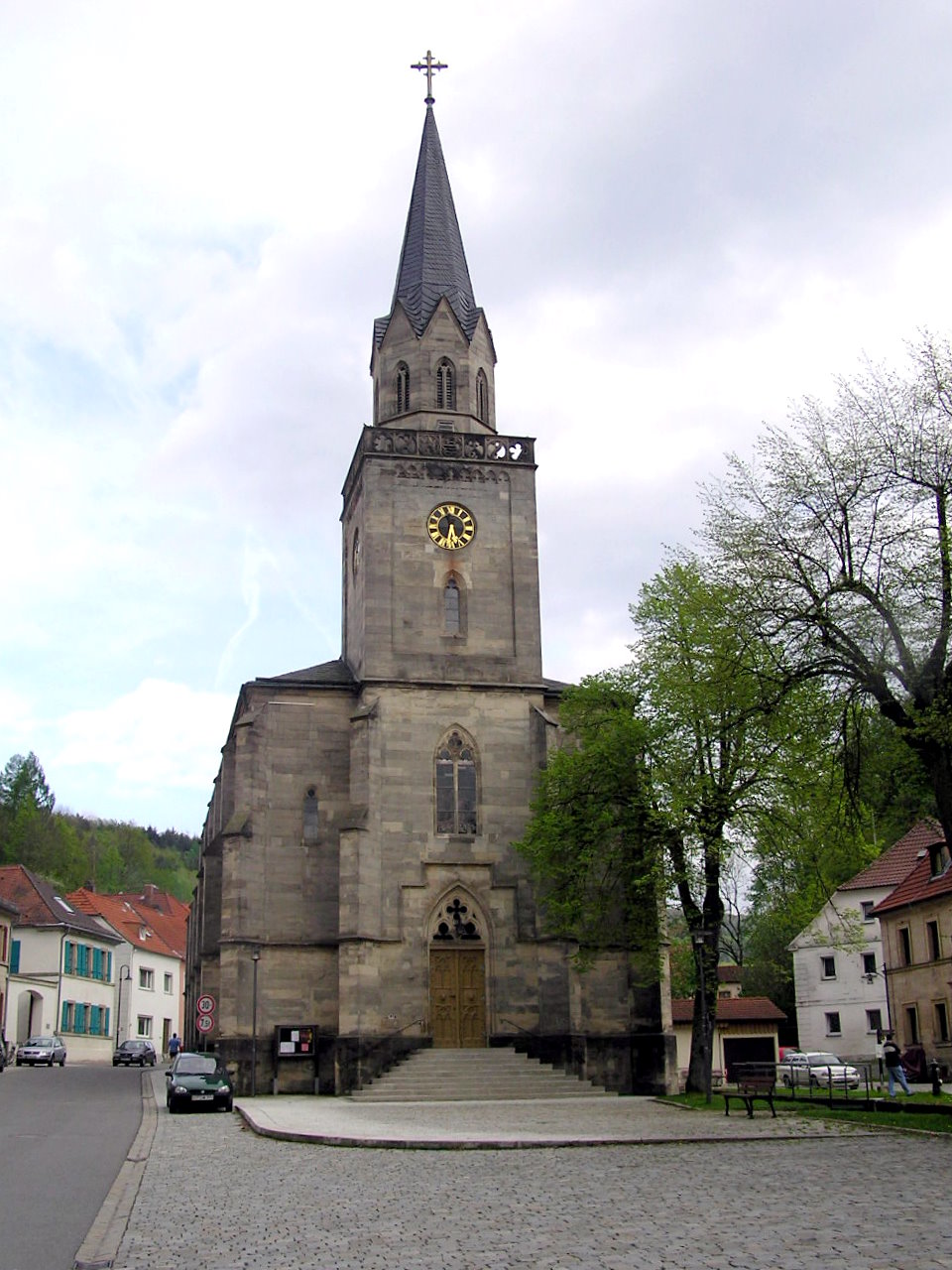
Stadtkirche St. Erhard, geweiht 1852

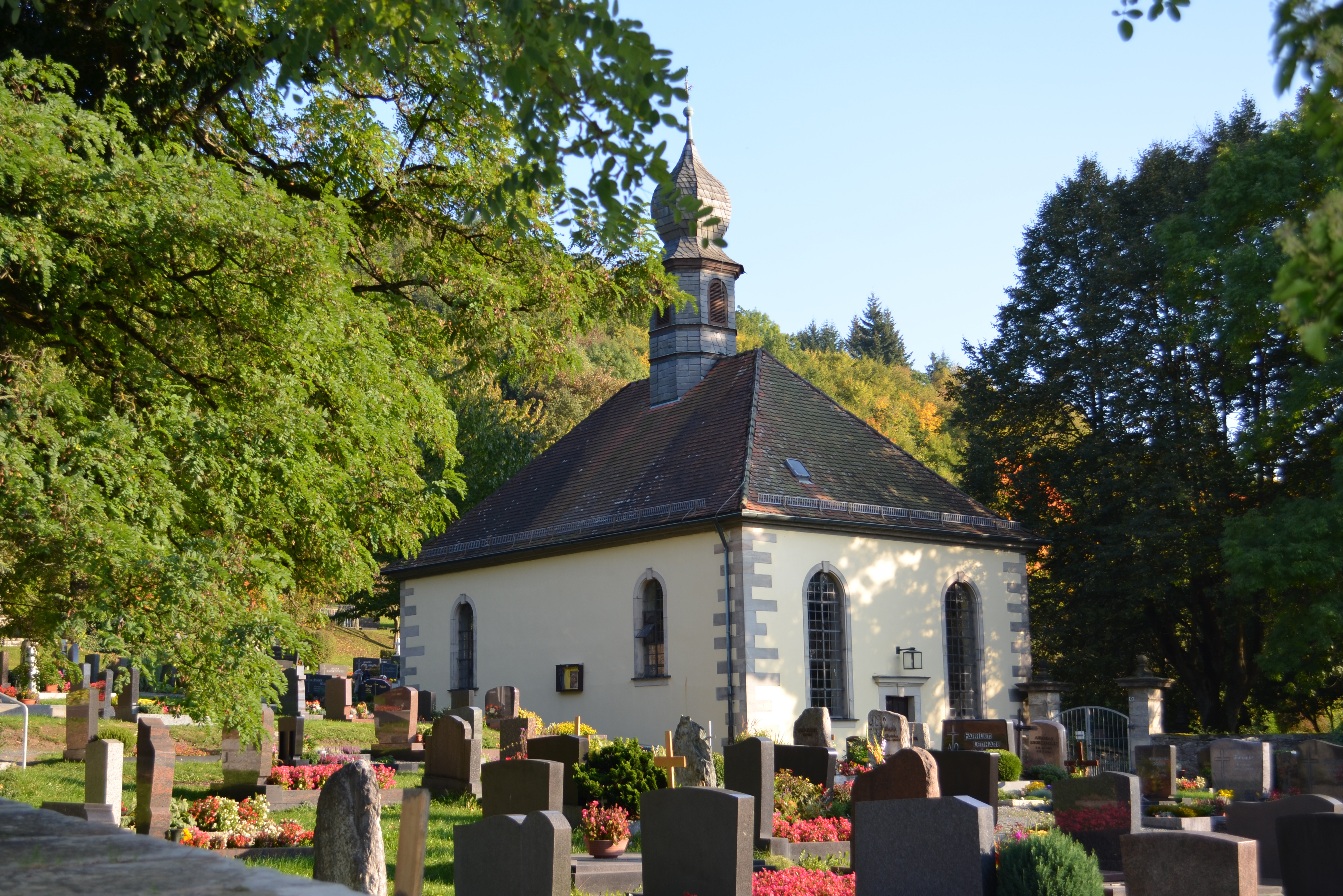
Friedhofskirche, errichtet 1765

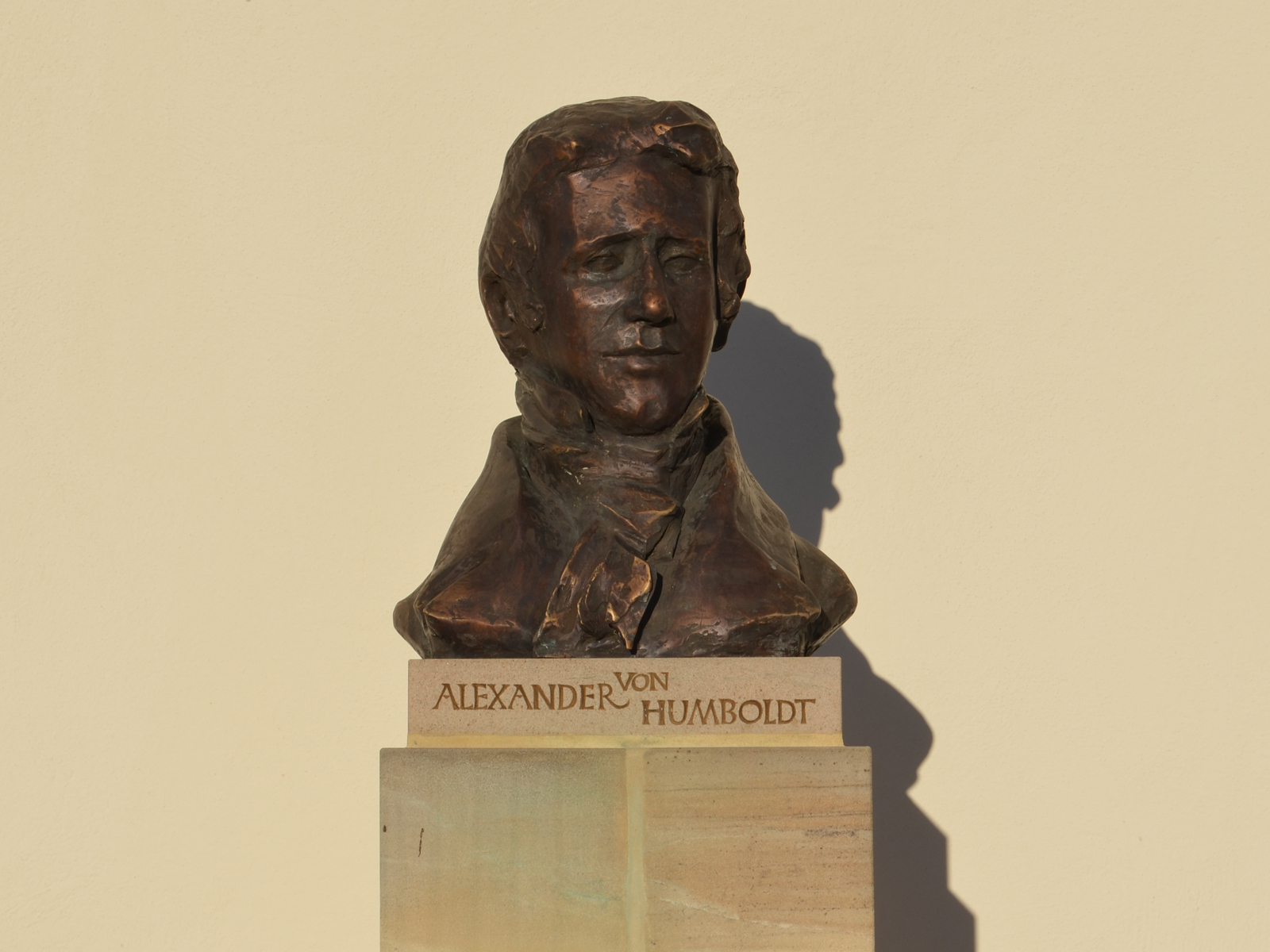
Büste Alexander von Humboldts vor dem Schloss Goldkronach

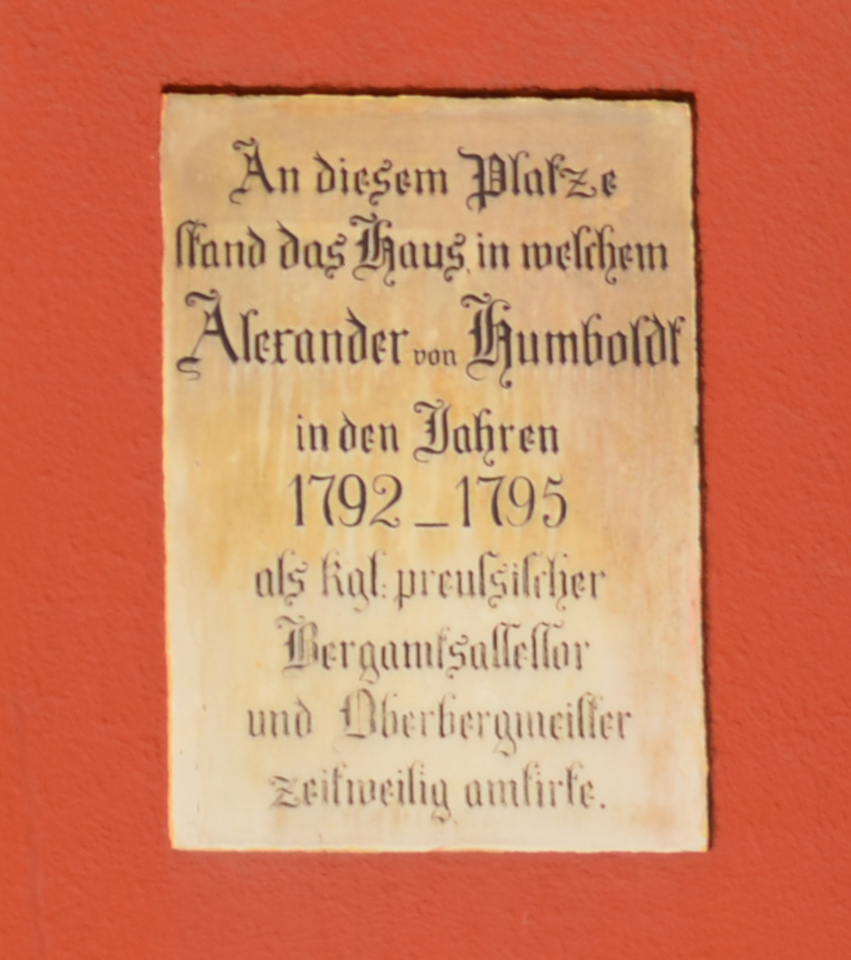
An Alexander von Humboldt erinnernde Inschrift

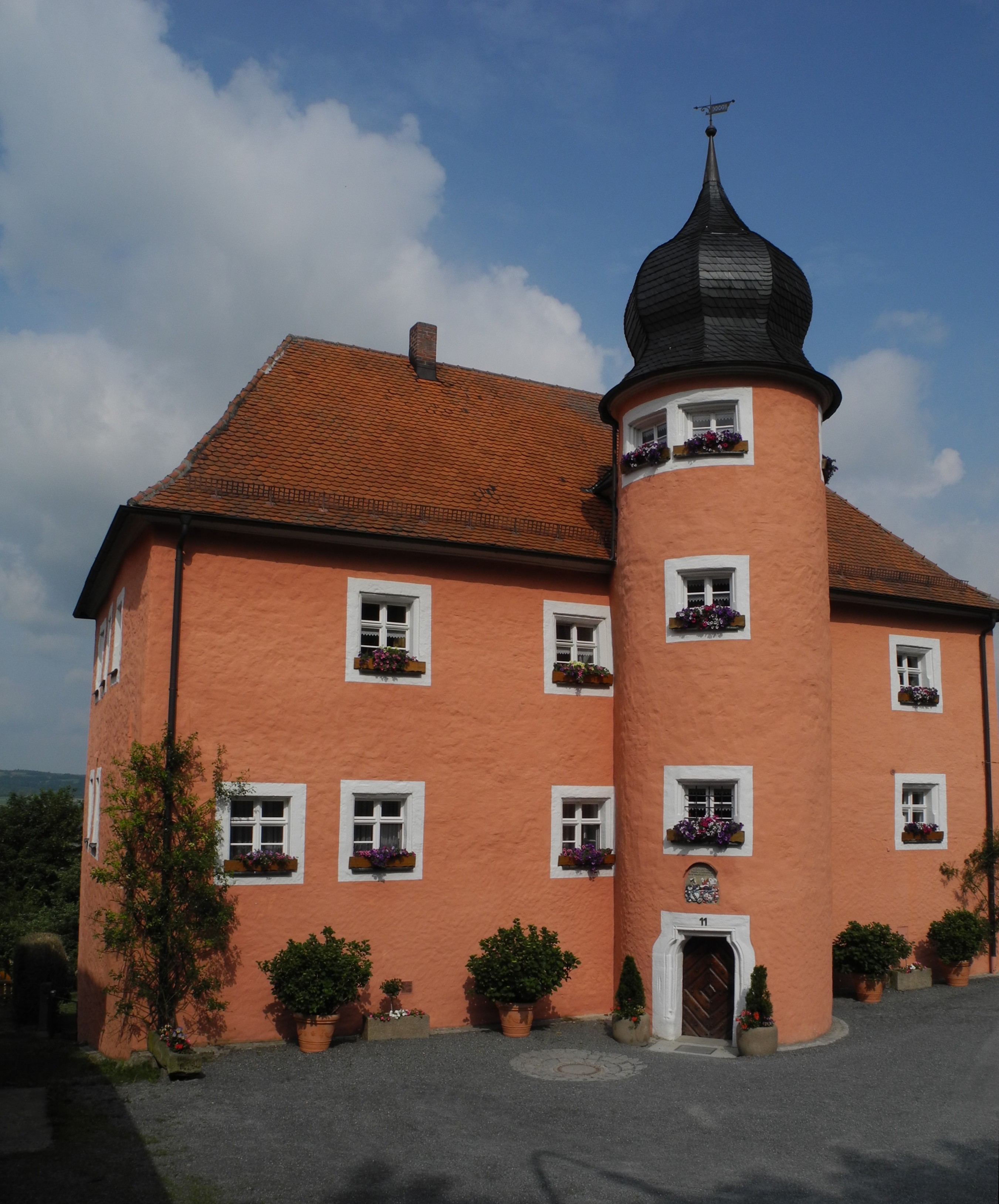
Schloss Leisau

### Erste Siedlung und Beginn des Bergbaus
Die erste urkundliche Erwähnung Goldkronachs geht auf ein Lehensverzeichnis zurück, das im Jahr 1317 angefertigt wurde. Darin sind Orte der Region aufgeführt, die vor der Gründung des Bistums Bamberg im Jahr 1007 bestanden – unter anderem das „dorf kranach“. So ist es wahrscheinlich, dass die erste Ansiedlung bereits vor dem Jahr 1000 an der alten Handelsstraße nach Böhmen entstand.
Schon im 13. Jahrhundert lässt sich Bergbau nachweisen. Überall im Fichtelgebirge grub man nach Zinn, Silber, Eisen – und Gold. Goldkronach, das wie die gesamte Umgebung zum Besitz der Grafen von Andechs zählte, wurde dabei am Goldberg und Zoppatenbach das ertragreichste Gebiet des Reiches zugeschrieben. Seitdem ist die Geschichte des Ortes eng mit dem Bergbau verwoben. Über die Grafen von Orlamünde, ein Adelsgeschlecht mit thüringischen Wurzeln, erlangten die zollerschen Burggrafen von Nürnberg 1342 die Herrschaft über den Ort und die damals existierende Burg, die Veste Goldeck.

### Blüte des Bergbaus und Stadterhebung
Das Dorf cranach oder kranach gewann durch den Abbau der Edelmetallvorkommen zusehends an Bedeutung. Burggraf Friedrich V. erhob den Ort am 29. September 1365 in Kulmbach zur Stadt. Damit gestand er gleichzeitig die Übernahme des Iglauer Bergrechts zu – die sogenannte Bergfreiheit. Ansässige und künftige Siedler sollten nach dieser Urkunde „Schutz und Schirm, Freiheit und Recht ohne Ansehen der Person, ob arm oder reich“ erhalten. Aus dem Jahr 1398 stammt der erste schriftliche Nachweis des Namens Goldtkranach. In Bayreuth und in Schwabach ließ man Gulden aus Goldkronacher Gold prägen.
Der bescheidene Wohlstand, den der wirtschaftliche Aufschwung mit sich brachte, spiegelt sich in der 1413 errichteten Kapelle, die – wie ihre Nachfolgebauten – dem heiligen Erhard geweiht wurde. Der letzte erhaltene Überrest ist in den Eingangsbereich des Kirchenbaus aus dem 19. Jahrhundert integriert. Von der Mitte des 14. Jahrhunderts bis zur Mitte des 15. Jahrhunderts befand sich der Goldbergbau in der Hochblüte. Goldschmiede aus Bamberg, Nürnberg oder Erfurt besaßen Anteile an den Goldkronacher Bergwerken und verarbeiteten den begehrten Rohstoff weiter.
Mit den Hussitenkriegen kam der Bergbau zwischenzeitlich jedoch zum Erliegen, spätestens, als die Hussiten im Jahr 1430 plündernd durch Goldkronach zogen und das Kloster St. Jobst auf dem Oschenberg zerstörten. Kirchengeschichtlich sind die 1470er Jahre von Relevanz: Nachdem die Goldkronacher Gemeinde urkundlich 1474 von der Nemmersdorfer Mutterkirche getrennt worden war, war die Kapelle zu klein geworden. 1477 errichteten die Bewohner eine erste größere Kirche, die 1737 wegen Baufälligkeit ersetzt werden sollte. Die Lösung von der Nemmersdorfer Gemeinde wurde 1580 vollzogen.
Katastrophen in der Entwicklung der Stadt bedeuteten die Großbrände in den Jahren 1559 und 1613, ehe der Dreißigjährige Krieg den Goldbergbau abermals zum zeitweiligen Erliegen brachte. Markanter Zeitpunkt in der Stadtgeschichte war das Jahr 1655, als erstmals Bürger die kommunale Verwaltung durch vier Bürgermeister und acht Räte übernahmen. Mittlerweile waren die fränkischen Gebiete der Hohenzollern zu den Markgrafschaften Ansbach und Bayreuth geworden. Nachdem er seit 1662 eine intensivere Wiederaufnahme des Bergbaus betrieben hatte, ließ Markgraf Christian Ernst nach einigen Jahren Ausbeutedukaten prägen.

### Alexander von Humboldt
Im Jahr 1792 übernahm die zentrale preußische Verwaltung das Gebiet der bis dahin selbständigen Fürstentümer Ansbach und Bayreuth. Der Goldkronacher Bergbau war mittlerweile fast zum Erliegen gekommen, nachdem die Erträge sich stark verringert hatten. Die Berliner Verwaltung entsandte den 23-jährigen Alexander von Humboldt, um zu prüfen, in welchem Zustand sich Stadt und Bergwerke befanden. Er erstattete Bericht an das zuständige Ministerium und blieb in der Folge als Oberbergmeister in Goldkronach, um den Bergbau unter Anwendung neuer Technik wiederzubeleben.
Zu seinen Aufgaben gehörte es, die Verhüttung zu verbessern, die mit ungeeigneten, schlecht überwachten Öfen, schlechter Kohle, deutlich zu hohem Kalkzuschlag und allerlei anderen Mängeln nur geringe Ausbeute lieferte. Zudem sollte er abbauwürdige Gänge finden und sich um die arbeitstechnische Sicherheit der Bergleute kümmern. Bald erkannte er, dass viele der Probleme mit mangelndem Wissen der Bergleute zu tun hatten. Die technischen Einrichtungen waren teilweise fast primitiv. Wegen der kleinen Lagerstätten war der technische Stand des Bergbaus sehr niedrig. Sie hatten dazu geführt, dass man sich nie zu großen Investitionen entschließen konnte. Entsprechend blieb auch die Ausbeute nur mäßig.
Humboldt führte lange Listen mit Mängeln, die es zu beheben gab, so man das Geld dafür bekam. Schließlich richtete er, anfangs auf eigene Kosten, Bergschulen ein, in denen dem Nachwuchs bergmännisches Grundwissen vermittelt wurden, dazu Rechnen und Rechtschreiben. Die Lehrpläne erstellte er selbst. Die Bergschule im fränkischen Steben blieb bis nach 1850 bestehen.
Humboldt ließ die 1648 stillgelegte Fürstenzeche wieder in Betrieb nehmen, nachdem er alte Bergwerksakten aus dem 16. Jahrhundert intensiv ausgewertet hatte. Ende Juni 1793 startete der Betrieb wieder, 1796 waren bereits 24 Bergleute in der Fürstenzeche beschäftigt.
Humboldts Aktivitäten beschränkten sich allerdings nicht auf organisatorische und technische Neuerungen im Prozess der Edelmetallförderung. Humboldts Name ist in Goldkronach – wie im gesamten Fichtelgebirge – mit Verbesserungen für die Bergleute und ihre Angehörigen verbunden. Dazu gehörte das Büchsengeld für Witwen verunglückter Bergmänner ebenso wie die nun deutlich sichereren und gesundheitsverträglicheren Arbeitsbedingungen in den Gruben und Stollen. 1796 trat Humboldt aus dem Staatsdienst aus, um sich auf Reisen zu begeben. Mit Otto Heinrich Tornesi wurde ein Sohn der Stadt sein Nachfolger. Beide hatten zuvor eng zusammengearbeitet.
Preußen prägte noch im Jahr 1803 Golddukaten aus Goldkronacher Gold. Einen Eindruck, wie Zeitgenossen die Stadt an der Schwelle zum 19. Jahrhundert erlebten, liefert die Beschreibung des Königlich Preussischen Kirchspiels Goldkronach aus der Feder von Johann Georg Dürrschmidt. „Die Einwohner sind meistens starke und gesunde Leute und haben ein behagliches und städtisches Aussehen, und vorzüglich das Lob, daß sie ihre Berge zu fruchtbaren Feldern umschaffen. Ihre Häuser nehmen sich, obgleich die wenigsten massiv sind, sehr gut aus; die Gassen sind ziemlich gerade, frei von Misthaufen, aber nicht […] gepflastert“, schilderte dieser im Jahr 1800. Tatsächlich wurden die heute bewaldeten Höhen um die Stadt in früherer Zeit landwirtschaftlich genutzt.

### Unter bayerischer Herrschaft
Mit den preußischen Gebieten Ansbach und Bayreuth fiel die Stadt im Frieden von Tilsit 1807, der den Vierten Koalitionskrieg beendete, an Frankreich. Die französischen Machthaber vermuteten geringe Erträge und hatten daher kein Interesse am Erzabbau. Nur drei Jahre später verkaufte Napoleon das ehemalige Fürstentum Bayreuth für 15 Millionen Franken seinem Verbündeten, dem nunmehrigen Königreich Bayern. Viele Bewohner der vormals eigenständigen Territorien, die dem bayerischen Staat in jenen Jahren angeschlossen wurden, brachten den neuen Herren Abneigung entgegen. Die Tatsache, dass der bayerische Staat 1828 die erneute Inbetriebnahme der Bergwerke einleitete, vermochte dies vor Ort wohl etwas zu mildern.
Im Jahr 1855 prägte Bayern sogar Golddukaten aus diesen Bergwerken mit dem Konterfei Maximilians II. Am 24. Juni 1836 ereilte Goldkronach die letzte große Brandkatastrophe. Der gesamte östliche Teil der Stadt fiel dem Feuer zum Opfer, insgesamt verloren 127 Familien ihr Zuhause, beide Schulhäuser und das Rathaus wurden ebenfalls zerstört. Mit Aufbauhilfe aus umliegenden Städten, aus Bayreuth, Würzburg, Wunsiedel oder Nürnberg konnte Goldkronach wieder aufgebaut werden. Viele der heute existierenden Häuser des Stadtkerns wurden so in den Jahren 1836 und 1837 errichtet; das denkmalgeschützte Ensemble des Marktplatzes und das Straßenbild weist daher deutliche Züge des Biedermeier auf. Auch die heutige Stadtkirche St. Erhard wurde nach diesem Brand errichtet. Die Grundsteinlegung erfolgte 1841, elf Jahre später wurde die Kirche geweiht.

### Endgültiges Ende des Goldbergbaus

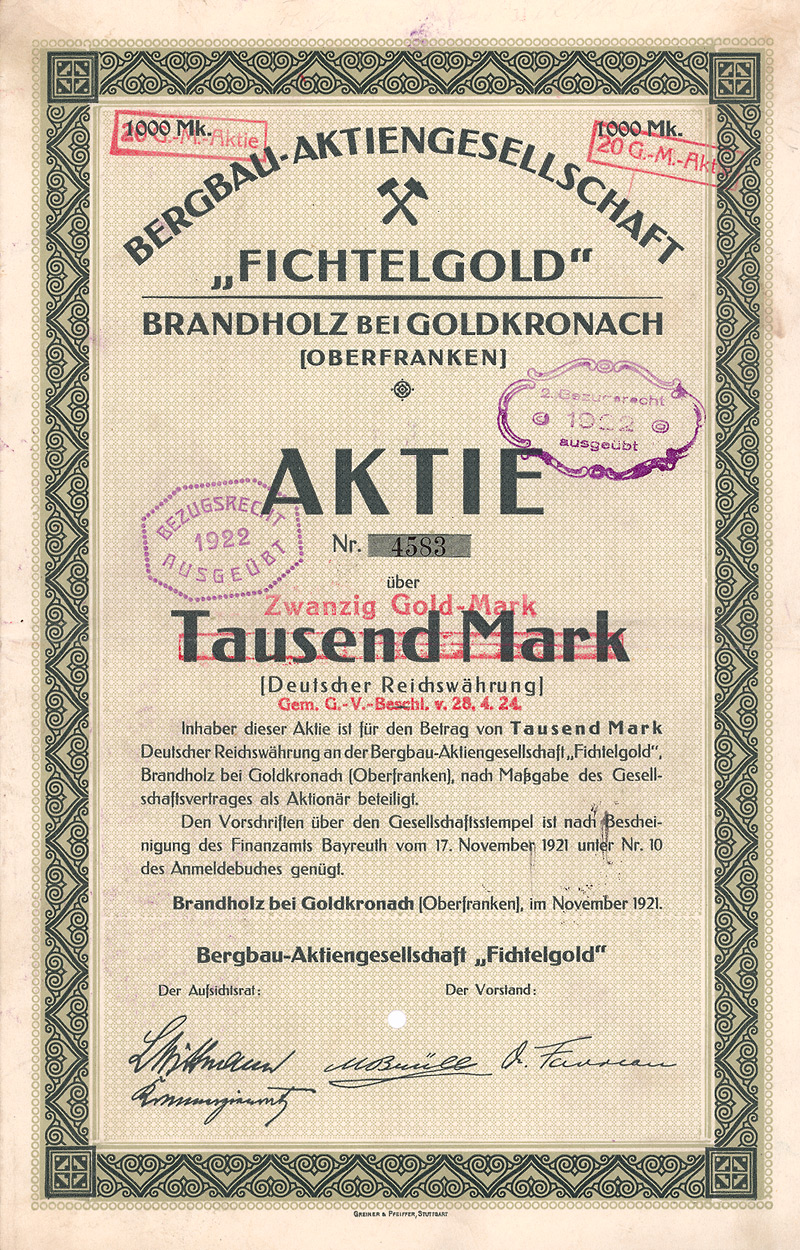
Aktie der Bergbau-AG Fichtelgold über 1000 Mark von November 1921

Sinkende Erträge bedeuteten 1861 das Aus des Goldbergbaus. Im Jahr 1907 bildete sich eine neue Bergbaugesellschaft, die am 28. Juni 1920 in die Fichtelgold AG überging. Diese nahm die Förderung wieder auf, so waren Beginn der 1920er Jahre in Goldkronach gut hundert Menschen direkt im Bergbau beschäftigt. Günstige und gewagte Prognosen machten die Fichtelgold-Aktie zum Spekulationsobjekt. Schon wenige Jahre nach Gründung der Aktiengesellschaft aber geriet der Finanzier der Fichtelgold, das Stuttgarter Bankhaus Wittmann, in Zahlungsschwierigkeiten. Der Wert der Aktie sackte ab und der Bergbau musste trotz zuletzt erzielter Erträge aufgegeben werden. Im Jahr 1925 endete der Betrieb der Förderung im Ortsteil Brandholz. Weitere Versuche in den 1920er und 1930er Jahren scheiterten. Probebohrungen sorgten zwischen 1974 und 1977 noch einmal für Schlagzeilen – zu einer Wiederaufnahme des Bergbaus in Goldkronach kam es jedoch nicht.

### Verwaltungsgeschichte
Gegen Ende des 18. Jahrhunderts bestand Goldkronach aus 138 Anwesen. Die Hochgerichtsbarkeit stand dem bayreuthischen Stadtvogteiamt Goldkronach zu. Grundherren waren
- der Rat Goldkronach: Rathaus, Fronveste, Rektoratshaus, Kantoratshaus, Bräuhaus, Bergamt, 2 Mahlmühlen mit Mulzhaus, 79 Wohnhäuser, 1 Wohnhaus mit Kellerhaus, 20 halbe Wohnhäuser, 7 Tropfhäuser, 4 halbe Tropfhäuser, 1 halbes Tropfhaus mit Kellerhaus, 1 Haus, 1 Kellerhaus;
- das Rittergut Goldkronach: 1 Schloss mit Pächterswohnung, Wasch- und Bräuhaus, 5 Söldengüter, 1 Tropfgut, 1 Tropfhaus, 6 Wohnhäuser, 1 Gemeindehirtenhaus;
- die Pfarrei Nemmersdorf: 2 Wohnhäuser.[24]

Von 1797 bis 1810 unterstand Goldkronach dem Justiz- und Kammeramt Gefrees. Mit dem Gemeindeedikt wurde 1812 der Steuerdistrikt Goldkronach gebildet. Zu diesem gehörten Beerfleck, Brandholz, Brandleithen, Bruckmühle, Degmann, Escherlich, Föllmar, Föllmarsberg, Fornenmühle, Frankenberg, Geräum, Goldberg, Heidelleithen, Schlegelberg, Schmelz, Sickenreuth, Silberrose, Steinbühl und Zoppaten. Zugleich entstand die Munizipalgemeinde Goldkronach, zu der keine weiteren Orte gehörten. Sie war in Verwaltung und Gerichtsbarkeit dem Landgericht Gefrees zugeordnet und in der Finanzverwaltung dem Rentamt Gefrees. 15 Anwesen unterstanden in der freiwilligen Gerichtsbarkeit bis 1830 dem Patrimonialgericht Goldkronach. 1840 wurde die Gemeinde Goldkronach an das Landgericht Berneck und an das Rentamt Marktschorgast überwiesen (1919 in Finanzamt Marktschorgast umbenannt). Ab 1862 gehörte Goldkronach zum Bezirksamt Berneck. Die Gerichtsbarkeit blieb beim Landgericht Berneck (1879 in Amtsgericht Berneck umgewandelt). 1929 wurde die Gemeinde schließlich an das Bezirksamt Bayreuth (1939 in Landkreis Bayreuth umbenannt) und das Finanzamt Bayreuth abgegeben. 1964 hatte die Gemeinde eine Fläche von 3,581 km².

### Geschichte der Gemeindeteile

#### Brandholz
Im Gemeindeteil Brandholz hinterließ die lange Geschichte des Bergbaus ihre deutlichsten Spuren, die man im Besucherbergwerk Mittlerer Name Gottes besichtigen kann. Im Ort befand sich auch die Fürstenzeche, die Dürrschmidt 1800 erwähnte; das Gebäude des ehemaligen Bergamts ist erhalten. Brandholz wurde am 1. Mai 1978 eingegliedert.

#### Dressendorf
Zu diesem Gemeindegebiet sind unterschiedliche Namensschreibweisen belegt: 1487 wurde das Dorf als „Trebssenndorff“ geführt, 1495 dann als „Tresendorff“, 1503 als „Trebßendorff“ und 1523 als „Drebssendorff“. Seit spätestens 1875 führt der heutige Gemeindeteil den Namen Dressendorf. Die damalige Gemeinde Dressendorf wurde zum 1. Januar 1972 nach Goldkronach eingemeindet.

#### Leisau
Leisau zählte bereits im Jahr 1800 insgesamt 124 Einwohner. Prägend für das Ortsbild ist das Schloss, das vermutlich aus dem 17. Jahrhundert stammt und wohl Zentrum eines kleinen Rittergutes war. Der Ort wurde am 1. Januar 1976 ein Gemeindeteil von Goldkronach.

#### Nemmersdorf

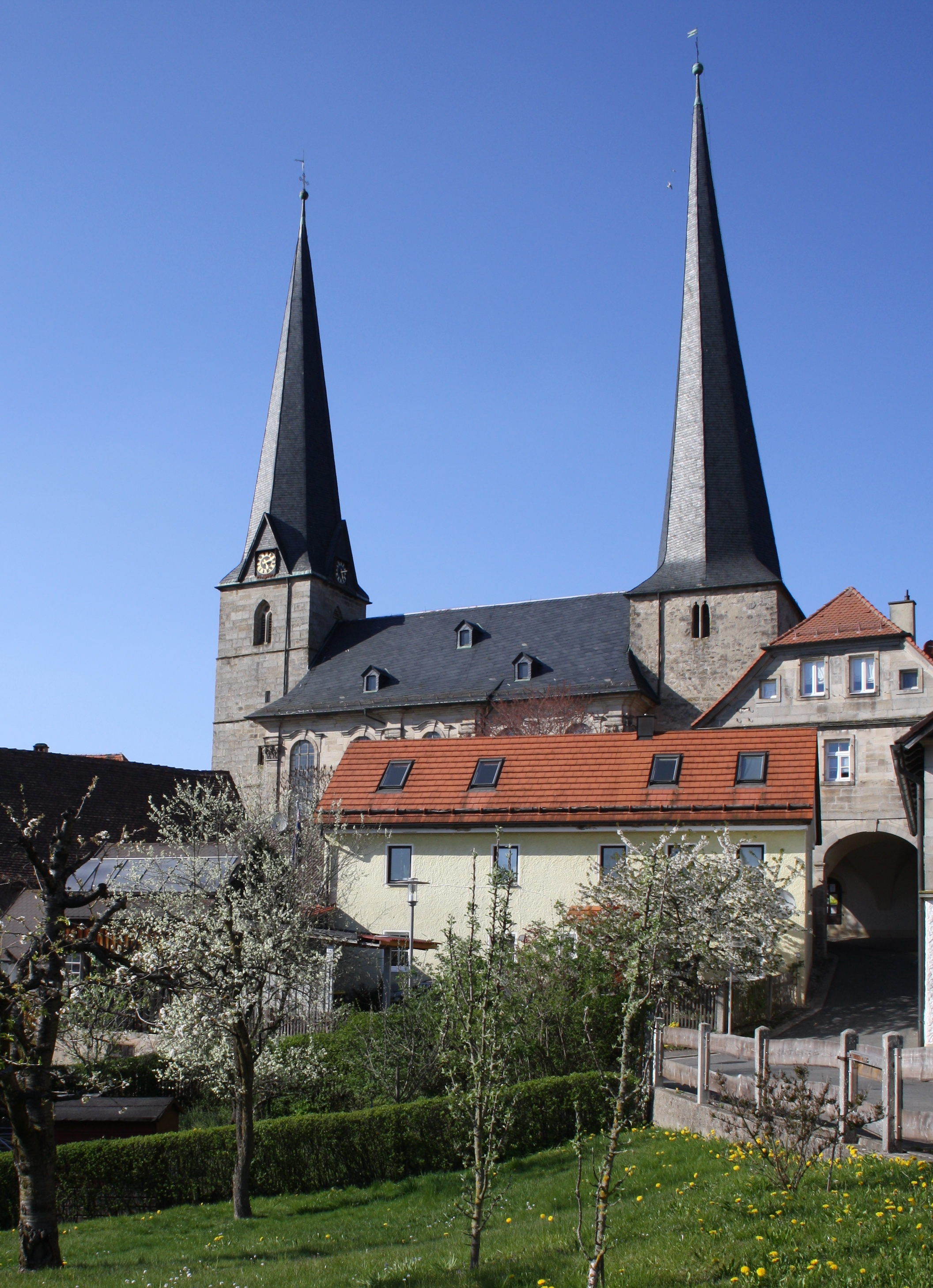
Kirche Nemmersdorf

Bis ins Jahr 1149 lässt sich die Geschichte Nemmersdorfs zurückverfolgen. Nach seinem wahrscheinlich ersten Besitzer, Friderich von Nedemarestorf, ist das Dorf benannt. Es fiel zunächst an das Bistum Bamberg, ehe es ähnlich wie Goldkronach zum Besitz der Grafen von Orlamünde zählte. Charakteristisch für das Ortsbild sind die unterschiedlichen Doppeltürme der evangelisch-lutherischen Kirche, die zudem an den beiden Schmalseiten des Schiffs liegen. Nemmersdorf wurde am 1. Juli 1972 eingemeindet und ist nach dem Hauptort Goldkronach der Gemeindeteil mit der zweithöchsten Bevölkerungszahl.

### Einwohnerentwicklung
Im Zeitraum von 1988 bis 2018 wuchs die Stadt von 2961 auf 3487 um 526 Einwohner bzw. um 17,8 %.
Gemeinde Goldkronach
| Jahr      | 1987   | 1991 | 1995 | 2000 | 2005 | 2010   | 2015   | 2020   | 2021   |
| Einwohner | 2903   | 3052 | 3435 | 3598 | 3704 | 3630   | 3536   | 3479   | 3444   |
| Häuser    | 758    |      |      |      |      |        | 1106   | 1140   | 1142   |
| Quelle    | [ 32 ] |      |      |      |      | [ 33 ] | [ 33 ] | [ 34 ] | [ 34 ] |

Ort Goldkronach (= Gemeinde Goldkronach bis zur Gebietsreform)
| Jahr      | 1818   | 1840   | 1852   | 1855   | 1861   | 1867   | 1871   | 1875   | 1880   | 1885   | 1890   | 1895   | 1900   | 1905   | 1910   | 1919   | 1925   | 1933   | 1939   | 1946   | 1950   | 1952   | 1961   | 1970   | 1987   |
| Einwohner | 859    | 938    | 1003   | 895    | 879    | 889    | 876    | 833    | 886    | 872    | 837    | 814    | 824    | 866    | 876    | 919    | 942    | 941    | 947    | 1145   | 1238   | 1157   | 1222   | 1230   | 1096   |
| Häuser    | 126    |        |        |        |        |        | 124    |        |        | 124    | 125    |        | 120    |        |        |        | 122    |        |        |        | 143    |        | 194    |        | 279    |
| Quelle    | [ 25 ] | [ 35 ] | [ 35 ] | [ 35 ] | [ 36 ] | [ 37 ] | [ 38 ] | [ 39 ] | [ 40 ] | [ 41 ] | [ 42 ] | [ 35 ] | [ 43 ] | [ 35 ] | [ 44 ] | [ 35 ] | [ 45 ] | [ 46 ] | [ 46 ] | [ 46 ] | [ 47 ] | [ 46 ] | [ 27 ] | [ 48 ] | [ 32 ] |

## Politik
Seit 1655 obliegt die politische Führung der Stadt den Bürgern. Heute werden bei Kommunalwahlen ein hauptamtlicher Bürgermeister und 16 ehrenamtliche Stadträte gewählt. Teil der kommunalen Selbstverwaltung in Goldkronach sind auch rund zehn Feldgeschworene. Im Schulverband Bad Berneck, dem die Kommune angehört, stellt sie zwei Schulverbandsräte und zwei Stellvertreter. Zudem entsendet sie aus jenen Ortsteilen, die teils über die sogenannte Benker Gruppe versorgt werden, Vertreter in den Rat des entsprechenden Zweckverbandes.

### Stadtrat
| Partei/Liste                | 2020    | 2020    | 2014   |
| Partei/Liste                | %       | Sitze   | Sitze  |
| --------------------------- | ------- | ------- | ------ |
| CSU                         | 16,55   | 3       | 2      |
| SPD                         | 11,91   | 2       | 2      |
| Bürgerblock                 | 18,91   | 3       | –      |
| Unabhängige Bürgerliste     | 17,83   | 3       | 4      |
| Freie Wähler                | 8,66    | 1       | 5      |
| Frauenliste                 | 7,71    | 1       | 1      |
| Alternative Bürgerliste     | 4,85    | 1       | 1      |
| Parteilose Wähler Brandholz | 6,28    | 1       | 1      |
| Wählergruppe Dressendorf    | 7,30    | 1       | –      |
| Gesamt                      | 100     | 16      | 16     |
| Wahlbeteiligung             | 74,03 % | 74,03 % | 76,0 % |

Goldkronach galt wegen der – nicht nur bei Kommunalwahlen – im regionalen Vergleich augenfällig starken SPD bzw. schwachen CSU über Jahrzehnte als „rote“ Hochburg. Dies spiegelte sich noch in der Berichterstattung der Lokalpresse über den Erwerb des Goldkronacher Schlosses durch den CSU-Politiker Hartmut Koschyk wider. Eine Korrelation mit der historischen wirtschaftlichen Struktur Goldkronachs kann vermutet werden, ist jedoch kaum untersucht. Die jüngsten Wahlergebnisse ließen diesen Ruf ohnehin leiden, es zeigte sich vielmehr eine hohe Volatilität insbesondere bei Kommunalwahlen.

### Bürgermeister
Erster Bürgermeister ist Holger Bär (FWG). Er setzte sich bei der Kommunalwahl 2014 als Kandidat der Freien Wähler in der Stichwahl gegen Günter Exner von der UBL durch und wurde 2020 mit 79,8 % der Stimmen im Amt bestätigt.

### Wappen und Flagge

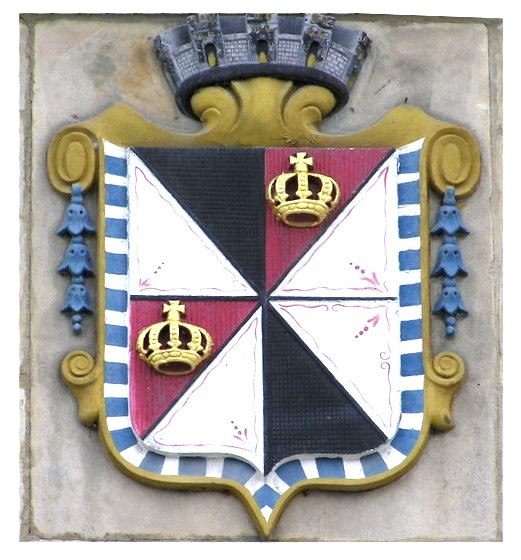
Wappen am Rathaus

#### Wappen
| Wappen von Goldkronach | Blasonierung: „Geviert; 1: schräg geteilt von Schwarz und Silber; 2 und 3: schräglinks geteilt von Rot und Silber, in Rot je eine goldene Königskrone; 4: schräg geteilt von Silber und Schwarz“ |
| Wappen von Goldkronach | Wappenbegründung: Aus dem Jahr 1559 stammt das älteste bekannte Siegel der Stadt. In der Umschrift „SIGILLVM OPPIDI GOLTCRONACH“ befindet sich ein gevierter Schild: In den Feldern 1 und 4 eine edelsteinbesetzte Krone in Silber, in 2 und 3 die Zollernvierung. Der Hinweis auf die Zollernvierung blieb mit der schwarz-weißen Schrägteilung erhalten, die goldenen Kronen stehen redend für den Namen der Stadt. |

#### Flagge
Die Gemeindeflagge der Stadt Goldkronach ist gelb-rot; ihr wird das Wappen hinzugefügt.

### Städtepartnerschaften
- : Die Stadt Goldkronach unterhält seit September 1990 eine Partnerschaft mit der Gemeinde Grünbach im sächsischen Vogtlandkreis.
- Tschechien: Zudem besteht seit Mai 2001 auch mit der Stadt Žacléř eine Partnerschaft.[57] Žacléř, das im Norden Tschechiens im Rehorngebirge, einem Ausläufer des Riesengebirges, liegt, kann ebenfalls auf eine lange Bergbautradition zurückblicken.

## Religion

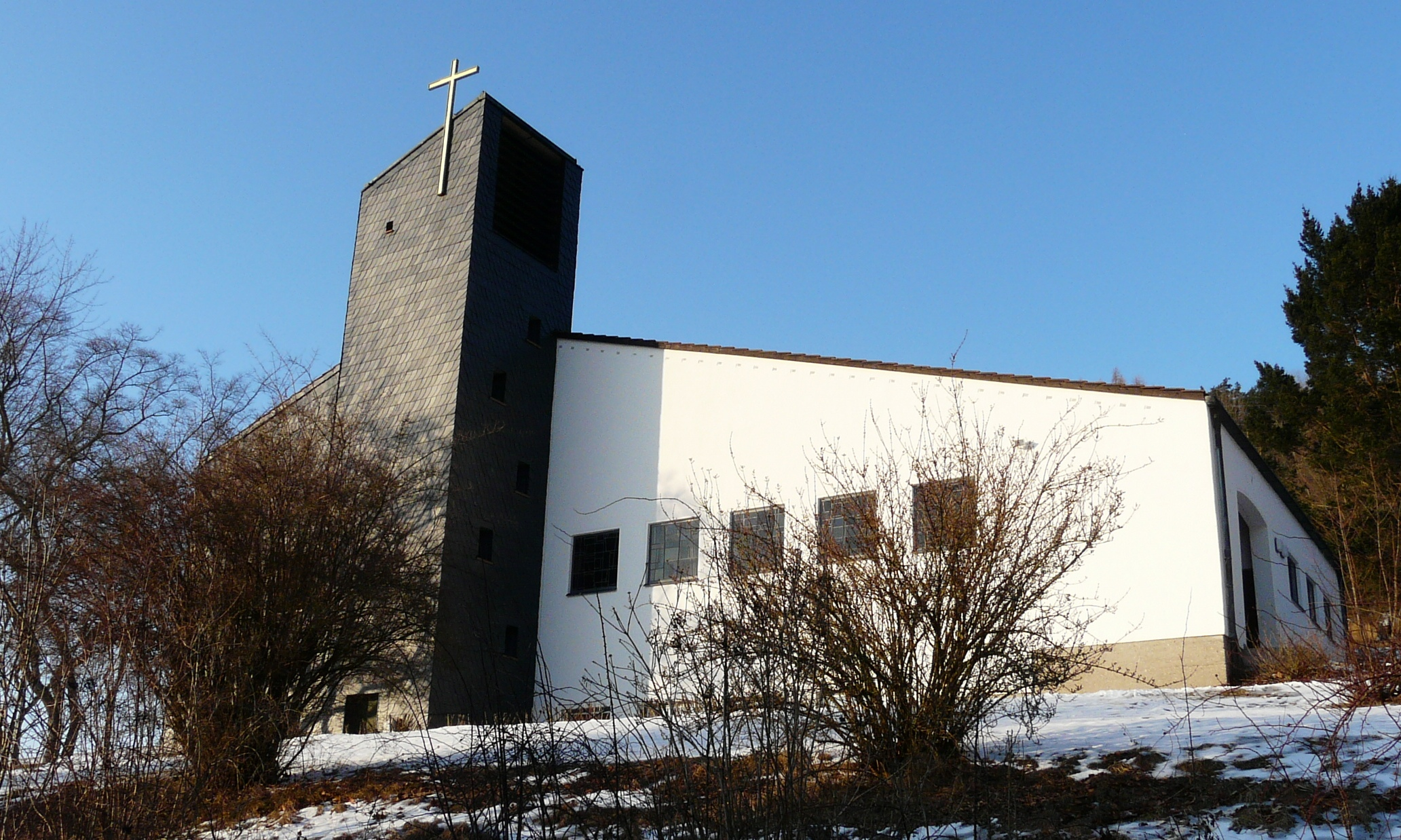
Katholische Kirche St. Michael

Die Bevölkerung Goldkronachs ist überwiegend evangelisch. Im Stadtgebiet gibt es zwei evangelisch-lutherische Kirchengemeinden in Goldkronach und Nemmersdorf und eine katholische Gemeinde.
Die evangelisch-lutherische Kirchengemeinde Goldkronach unterhält die Stadtkirche, dort finden die sonntäglichen Gottesdienste, aber auch Konzerte statt. Eine erste Kapelle am Standort der heutigen Stadtkirche entstand 1413, eine erste größere Kirche 1481. Die neugotische Hallenkirche mit Portalturm wurde 1852 geweiht. In unmittelbarer Nähe liegen das Pfarramt und der Pfarrstadl, der beispielsweise für die Kinderbibelwoche und den Konfirmandenunterricht genutzt wird. Dort befindet sich auch die Gemeindebücherei. Es gibt außerdem die 1765 erbaute Friedhofskirche und das Gemeindehaus Bruckmühle. Die evangelisch-lutherische Gemeinde in Nemmersdorf feiert ihre Gottesdienste in der Pfarrkirche Unserer lieben Frau, deren Ostturm sich auf das 13. Jahrhundert datieren lässt. Die Innenausstattung stammt aus der Zeit des Rokoko.
Die katholische Kirche am Leisauer Berg wurde in den Jahren 1966 bis 1967 erbaut und ist dem Heiligen Michael geweiht. Zuvor hatte die evangelisch-lutherische Gemeinde die Friedhofskirche zur Verfügung gestellt.

## Wirtschaft und Infrastruktur

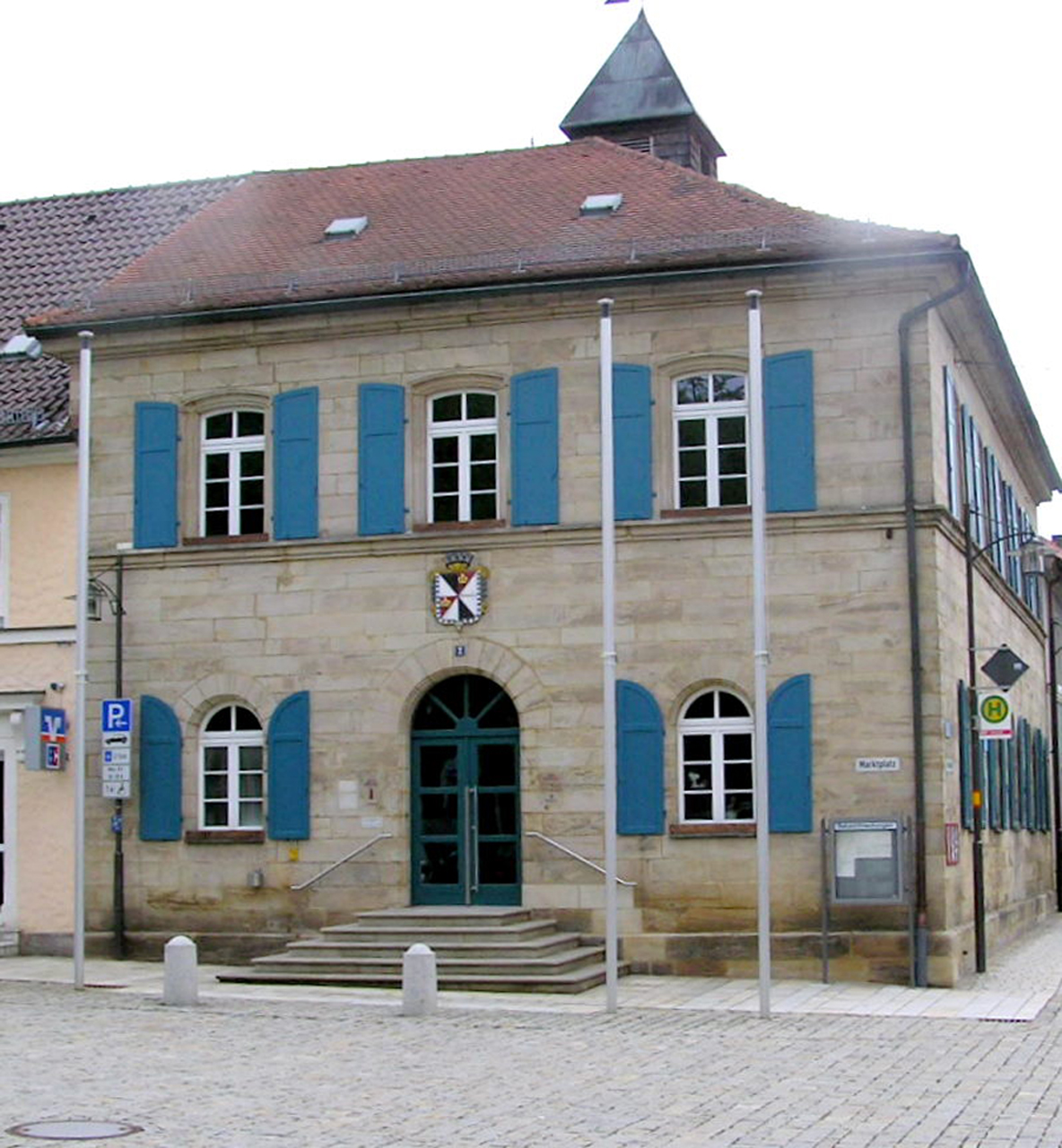
Rathaus

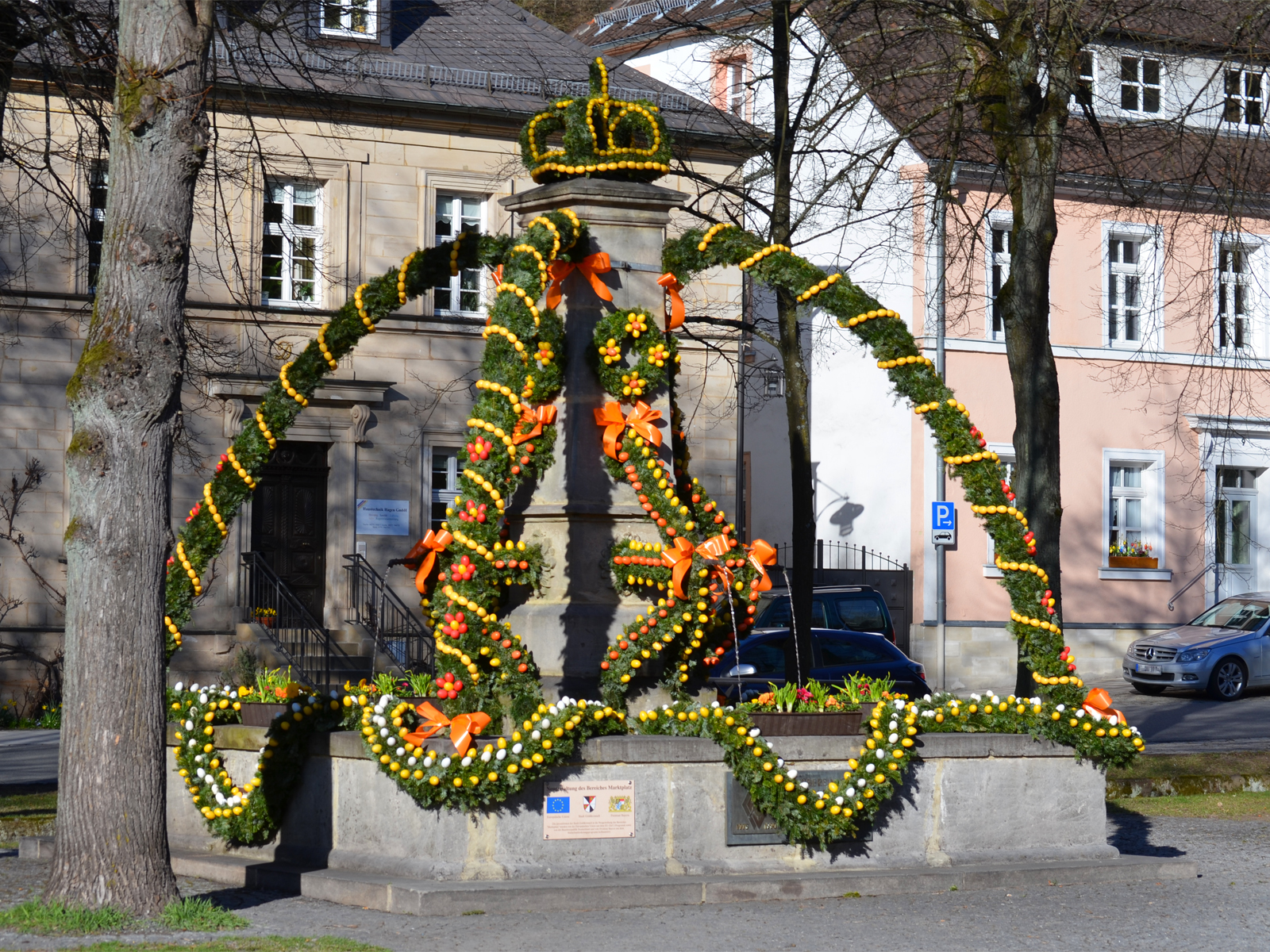
Osterbrunnen auf dem Marktplatz

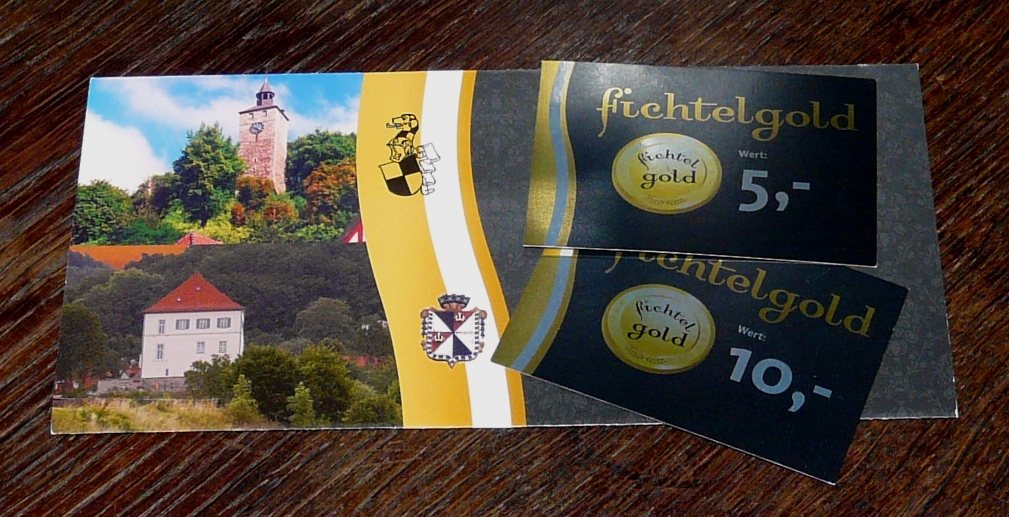
Regiogeld Fichtelgold

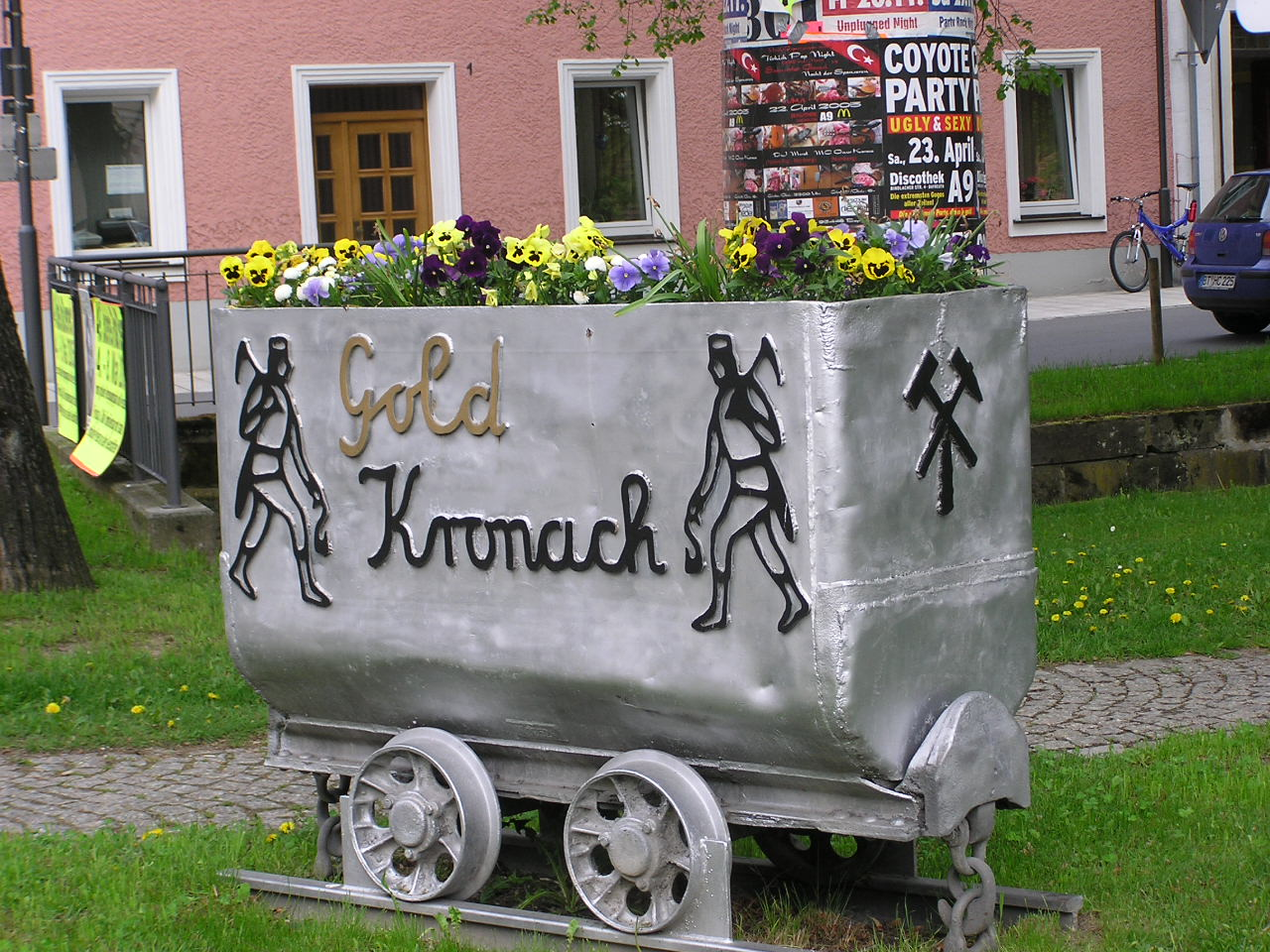
Lore als Erinnerung an den Goldbergbau

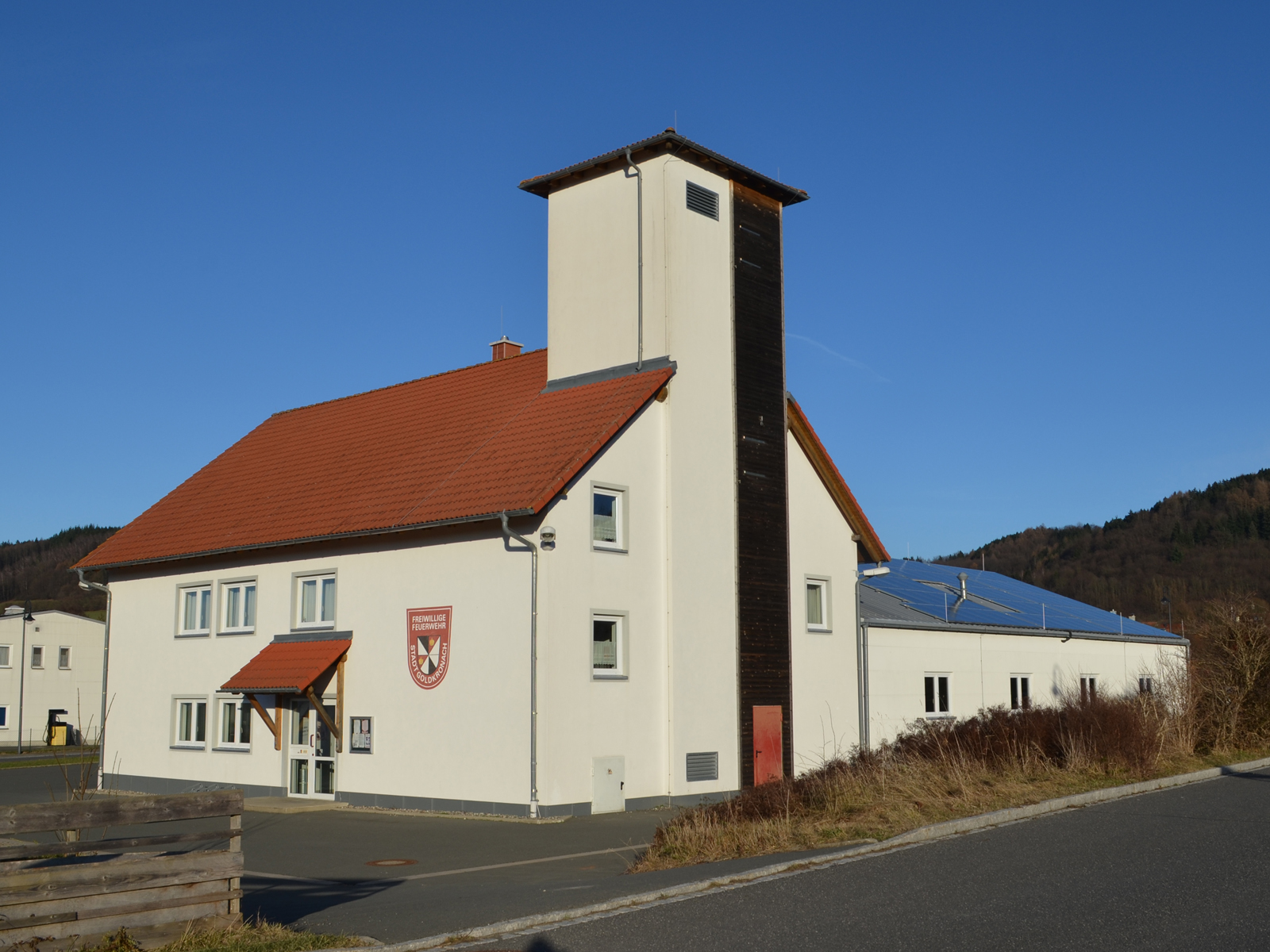
Feuerwehrhaus

Während die ersten Bewohner von der Landwirtschaft lebten, bestimmte von etwa 1300 bis ins 19. Jahrhundert hinein der Goldbergbau das wirtschaftliche Leben in Goldkronach und seiner Umgebung. Danach entwickelten sich Betriebe verschiedener Branchen, zudem profitiert die Stadt von ihrer Nähe zu Bayreuth und schnellen Verkehrsverbindungen nach Nürnberg oder Bamberg und wurde so auch zum Wohnort vieler Berufspendler. Zur Stärkung der regionalen Wirtschaft wurde in Goldkronach und Bad Berneck das Regiogeld Fichtelgold eingeführt.

### Statistik
In Goldkronach gab es im Jahr 2009 637 sozialversicherungspflichtig Beschäftigte am Arbeitsort und 1363 sozialversicherungspflichtig Beschäftigte am Wohnort. Unter den im Stadtgebiet Beschäftigten bildeten die im produzierenden Gewerbe Tätigen die größte Gruppe (insgesamt 401). Nach den jüngsten Veröffentlichungen des Landesamtes für Statistik und Datenverarbeitung existieren in Goldkronach 37 landwirtschaftliche Betriebe mit einer Nutzfläche von mehr als zwei ha. Fünf Betriebe sind im verarbeitenden Gewerbe oder Bergbau tätig, ebenso viele im Bauhauptgewerbe.

### Branchen und Betriebe
Zu den größeren Betrieben in Goldkronach zählen Lufttechnik Bayreuth (Umwelttechnik), SMB Schwede Maschinenbau (Umreifungstechnik), Bella Gardinenkonfektion (Textilien) und hbk (Metallverarbeitung). Sie verteilen sich auf die Gewerbegebiete im Süden der Stadt und im Sickenreuther Tal. In der Innenstadt gelingt es bisher weitgehend, die wirtschaftlichen Strukturen zu erhalten. So gibt es dort neben Gastronomiebetrieben, Bäckereien und Metzgerei einen Raumausstatter, Schreibwarengeschäfte und einen Lebensmittelmarkt. Die Pläne für den Neubau eines Supermarkts vor den Toren der Stadt trafen im Vorfeld der Kommunalwahl 2008 auf Widerstand.

### Goldkronacher Gespräche
Bei den Goldkronacher Gesprächen zur Regional- und Kommunalentwicklung handelt es sich um eine Gesprächsreihe, die von der Technischen Universität Kaiserslautern und der Technischen Universität Chemnitz veranstaltet wird. Die Goldkronacher Gespräche finden jährlich mit dem Ziel statt, Regionen und Kommunen Lösungsansätze bei der Bewältigung des demographischen Wandels und wirtschaftlichen Strukturveränderungen anzubieten. Kooperationspartner des Projekts ist Hartmut Koschyk, ehemaliger Parlamentarischer Staatssekretär im Bundesfinanzministerium. Der CSU-Politiker wohnt im Goldkronacher Schloss und stellt das Gebäude als Veranstaltungsort zur Verfügung.

### Versorgung
Die Wasserversorgung erfolgt durch die Kommune selbst und den Zweckverband zur Wasserversorgung der Benker Gruppe, dem die Stadt angehört. Die Kläranlage befindet sich im Stadtteil Kottersreuth. Als Zentrum der kommunalen Aufgaben wie Winterdienst oder Grünpflege betreibt die Stadt in der Peuntgasse einen Bauhof, der gleichzeitig als Wertstoffhof dient.

### Kommunikation
Am Marktplatz gibt es eine Postagentur. In den vergangenen Jahren trieb die Stadtverwaltung den Ausbau der Internet-Breitbandversorgung voran, da es in Goldkronach ihrer Ansicht nach an DSL-Anschlüssen mit angemessener Geschwindigkeit mangelte. Sie versprach sich davon nicht nur eine bessere Verbindung für die Bürger, sondern vor allem auch eine höhere Standortqualität für Wirtschaftsbetriebe. Seit Dezember 2011 ist eine Geschwindigkeit von 16000 KBit/s möglich.

### Gesundheit und öffentliche Sicherheit
In Goldkronach praktizieren zwei Ärzte für Allgemeinmedizin sowie ein Zahnarzt. Ferner sind eine Apotheke und ein Seniorenheim vorhanden. Im Hauptort und in den Gemeindeteilen Dressendorf, Brandholz, Kottersreuth, Leisau, Nemmersdorf und Sickenreuth gibt es jeweils Freiwillige Feuerwehren.

### Verkehr

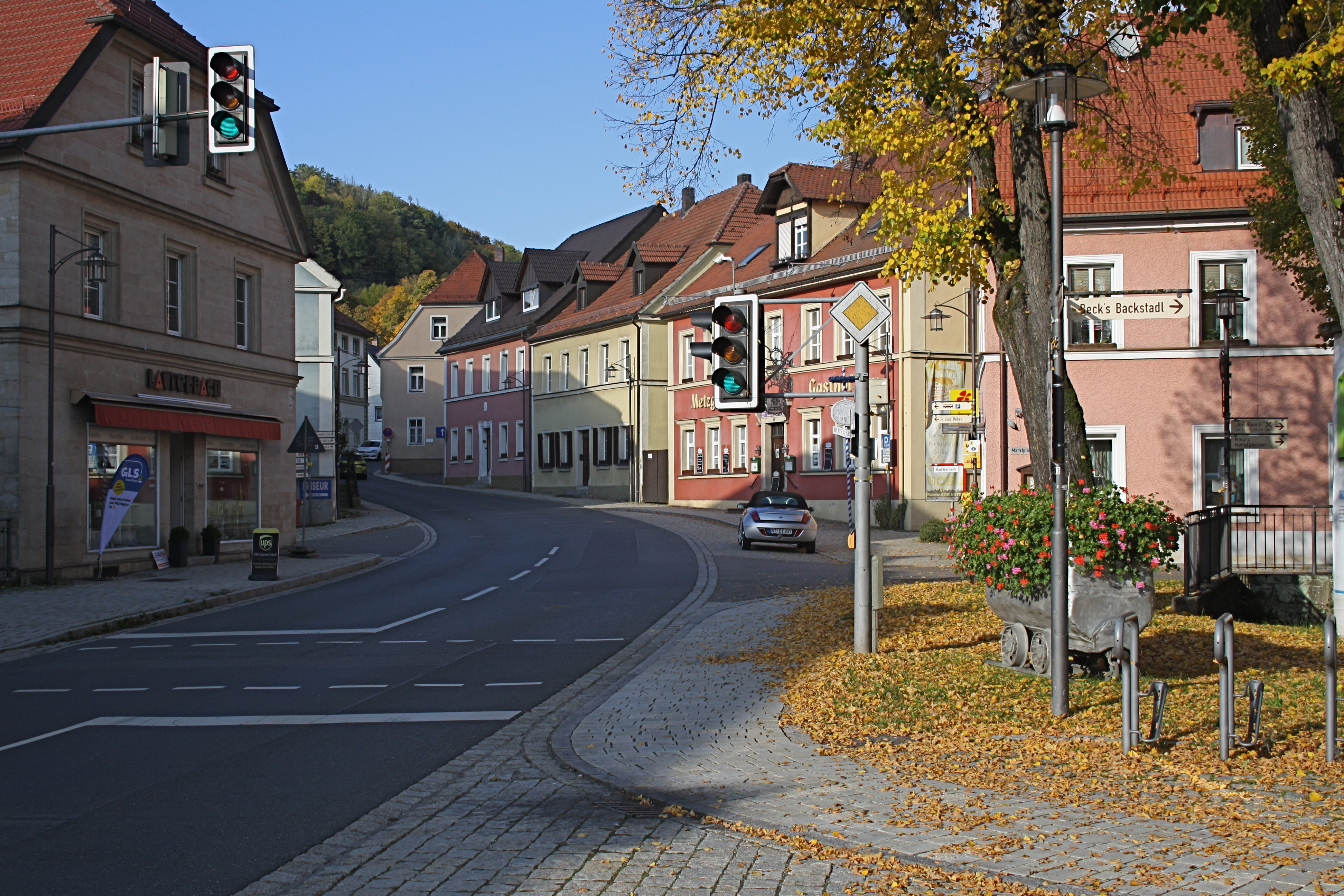
Engstelle der Bernecker Straße (Staatsstraße St 2163) nördlich des Marktplatzes

#### Straßenverkehr
Durch Goldkronach verläuft die Staatsstraße 2163, die Mittelfranken und die Fränkische Schweiz über Bayreuth mit dem Fichtelgebirge verbindet und mit dem Anschluss an die Bundesstraße 303 (B 303) in der Nachbargemeinde Bad Berneck endet. Die B 303 führt als Fichtelgebirgsstraße weiter ins Hohe Fichtelgebirge und in die Tschechische Republik. Die Bundesautobahn 9 (A 9) zwischen Berlin und Nürnberg ist entweder über die acht Straßenkilometer entfernte Anschlussstelle Bindlacher Berg oder die neun Kilometer entfernte Anschlussstelle Bayreuth-Nord zu erreichen. An der Anschlussstelle Bindlacher Berg liegt das Autobahndreieck Bayreuth/Kulmbach, an dem die über Bamberg nach Schweinfurt verlaufende A 70 beginnt.

#### Öffentliche Verkehrsmittel
Goldkronach gehört seit Januar 2010 zum Gebiet des Verkehrsverbundes Großraum Nürnberg und ist mit den Frankenbus-Linien 329, 330 und 368 erreichbar. Im Stadtgebiet gibt es die Haltestellen Brandholz, Dressendorf, Goldkronach (am Marktplatz), Nemmersdorf Ort, Zoppaten und Abzweigung Nemmersdorf, letztere liegt in unmittelbarer Nähe des Wohngebietes am Weizbühl. Die Busse halten jeweils am Bayreuther Hauptbahnhof, wodurch die Anbindung an den Nah- und Fernverkehr der Deutschen Bahn sichergestellt wird. Um die Erreichbarkeit mit öffentlichen Verkehrsmitteln auch spät abends zu gewährleisten, verkehrt von Montag bis Freitag und sonntags ein subventioniertes Anruf-Sammel-Taxi. Am Samstagabend und in der Nacht zum Sonntag wird Goldkronach vom Freizeitbus des Landkreises Bayreuth bedient. Dieser bietet besonders Jugendlichen die Möglichkeit, kostengünstig nach Bayreuth oder zu Veranstaltungen in der Region zu gelangen.

#### Bürgerbus
Seit 2011 gibt es den Bürgerbus Goldkronach, der einmal pro Woche die Ortsteile nach einem festen Fahrplan mit der Stadtmitte verbindet. Das Angebot der Stadtverwaltung richtet sich vor allem an Senioren und Menschen ohne eigenes Fahrzeug. Zunächst soll das Modell für sechs Monate erprobt werden.

## Bildung und Kultur

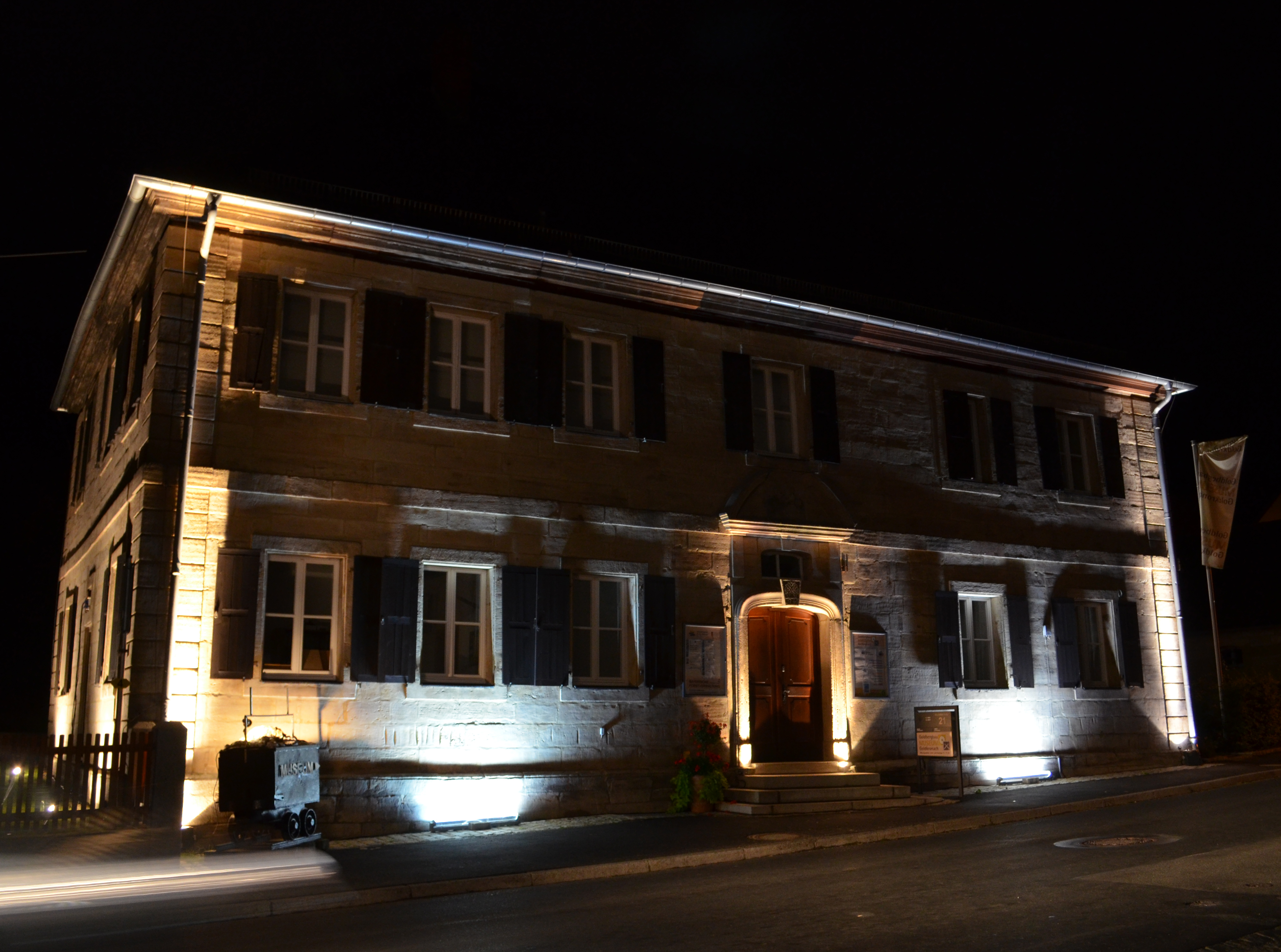
Goldbergbaumuseum während des Kunstprojekts „Goldkronach leuchtet“

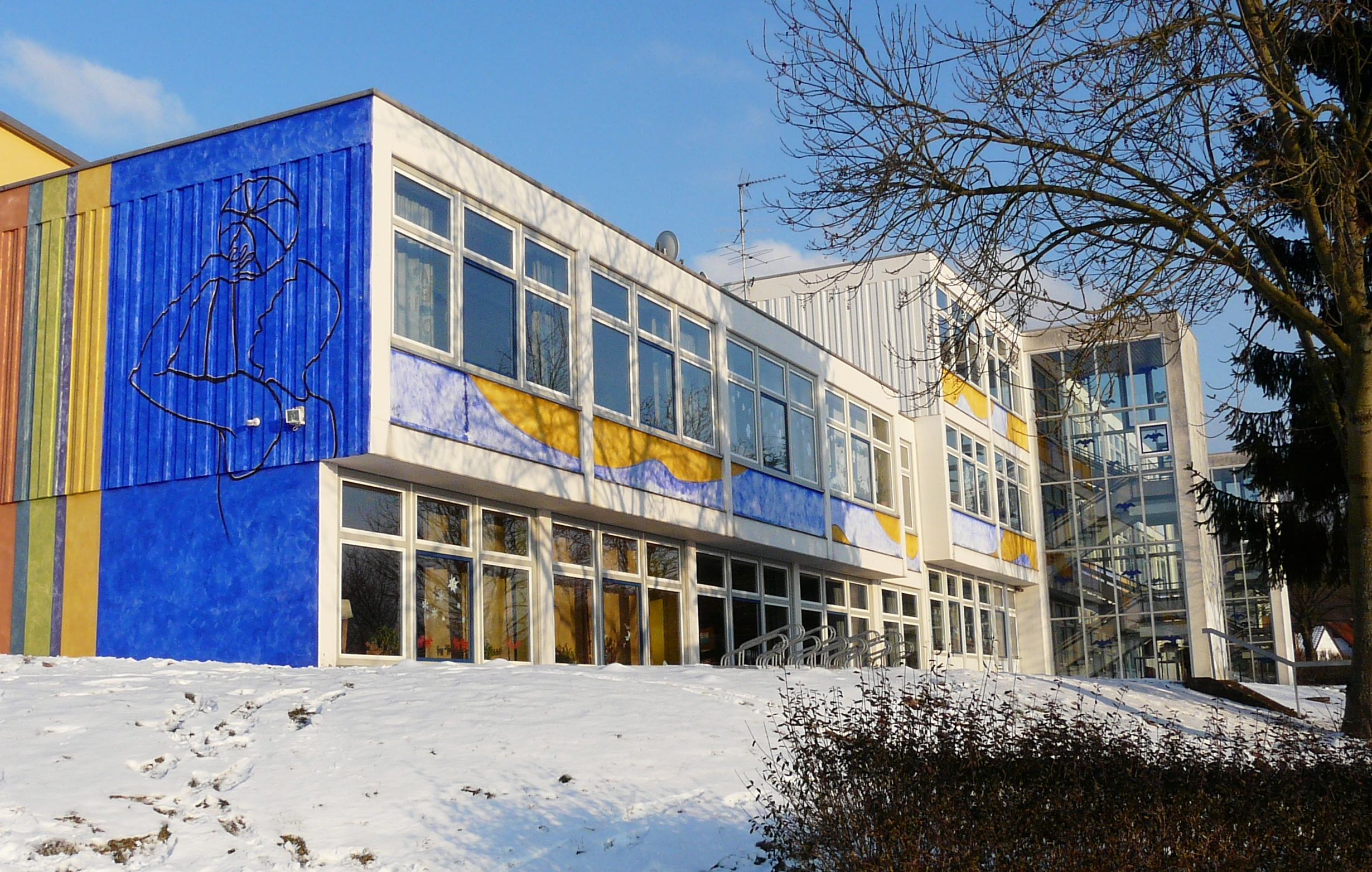
Alexander-von-Humboldt-Schule

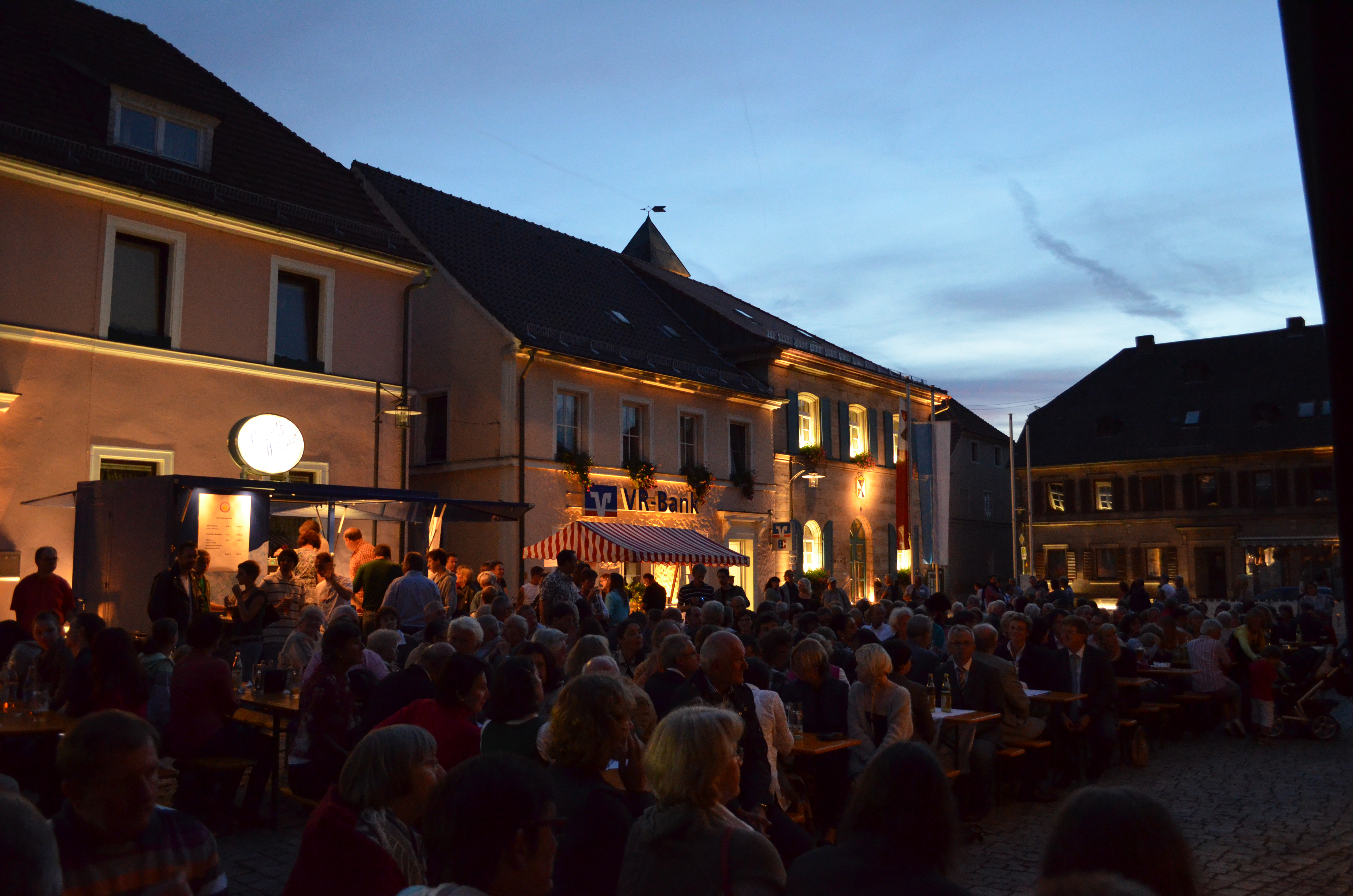
Goldkronacher Marktplatz als Veranstaltungsort

### Alexander-von-Humboldt-Schule
Die Alexander-von-Humboldt-Schule ist eine Grundschule mit Mittags- und Ganztagsbetreuung und führt bis zur vierten Jahrgangsstufe. Sie war bis 2008 auch Hauptschule, seitdem besuchen die Schüler ab der fünften Jahrgangsstufe die Mittelschule in der Nachbarstadt Bad Berneck, ein Gymnasium oder eine Realschule in Bayreuth. Die Alexander-von-Humboldt-Schule ist koordinierende Schule des Comenius-Programms der Europäischen Union und wurde 2011 mit der Bayerischen Europa-Urkunde für ihr Engagement im Bereich der europäischen Vernetzung durch eTwinning, einem digitalen Schulnetzwerk, ausgezeichnet. In den Räumlichkeiten der Schule finden auch zahlreiche Veranstaltungen der Volkshochschule Goldkronach statt.

### Kindergärten
Im Stadtgebiet gibt es die beiden Kindergärten Mäusenest in der Goldkronacher Bachgasse, Träger der Einrichtung ist die evangelische Kirche, und Wichtelschiff in der Reuther Straße in Nemmersdorf.

### Goldbergbaumuseum und Bergwerke
Das Goldbergbaumuseum Goldkronach wurde 2004 im ehemaligen Amtsgebäude der Staatsforstverwaltung eröffnet. Es zeigt die Geschichte des Goldbergbaus, wechselnde Sonderausstellungen und die Stadtgeschichte. Zuvor bestand in Goldkronach ein Heimatmuseum, dessen Bestand in das neue Museum integriert wurde. Ein Rundgang führt durch die einzelnen Räume und Themenkomplexe, etwa die Geologie des Fichtelgebirges, Goldwaschen, Alchimisten, Goldverarbeitung und Mythos Gold oder die Zechen um Goldkronach. Ein nachgebauter Stollen veranschaulicht die Atmosphäre unter Tage. Mit dem Schmutzlerstollen und dem Besucherbergwerk Mittlerer Name Gottes (siehe Besucherbergwerke Goldkronach) gibt es zwei ehemalige Bergwerke, die besichtigt werden können. Am nahe gelegenen Infohaus gibt es die Möglichkeit, selbst Gold zu waschen. Neben dem Museum in der Museumsscheune sind ein Vortragsraum und die Museumsbrauerei untergebracht.

### Kulinarische Besonderheiten
In Goldkronach gibt es eine Spezialität, die ausschließlich hier zu finden ist, die sogenannten Zutenhefeklöße, im örtlichen Dialekt „Zudnhefferglies“. Dabei handelt es sich um in Butterschmalz ausgebackene Klöße aus Mehl und Kartoffeln. Sie sind, serviert zu „gebrodna Rippla“ (gebratenen Schälrippchen) und Sauerkraut, ein typisches Goldkronacher Heiligabendessen.

### Regelmäßige Veranstaltungen
- Kultursommer Goldkronach des Alexander-von-Humboldt-Kulturforums mit Konzerten, Vorträgen und Kino im Schloss
- Kirchweih („Kerwa“) und Markt am vierten Sonntag im Oktober, außerdem Frühjahrskirchweih und Kirchweih in den Ortsteilen
- Weihnachtsmarkt am ersten Adventssonntag
- „Kanzfeuer“ am Johannistag
- Marktplatzfest im Juli oder August
- Museums-, Feuerwehr- und Vereinsfeste

## Freizeit und Sport

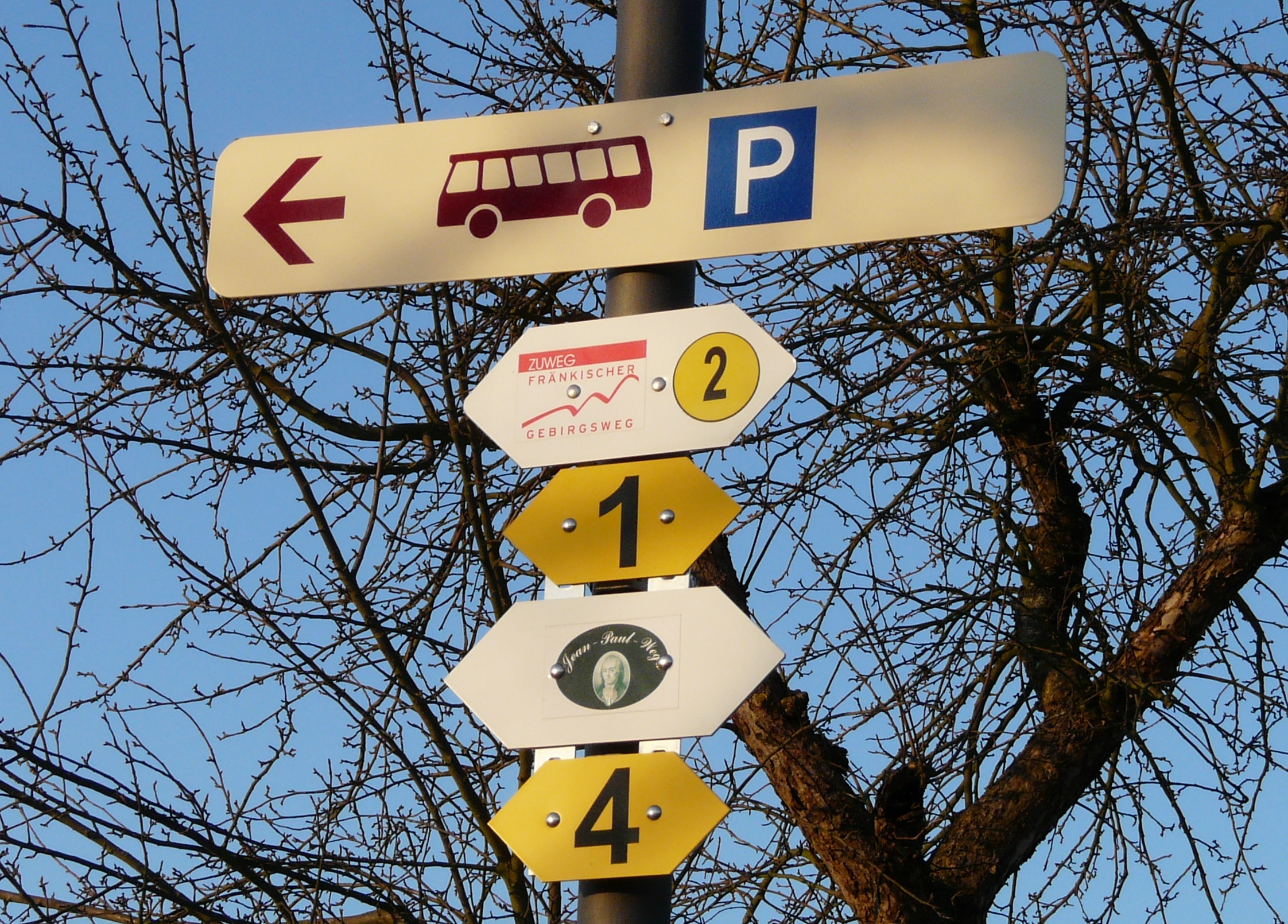
Wanderwegweiser in Goldkronach

### Fußball
In Goldkronach gab es zwei Sportvereine mit einer Fußballabteilung. Die SpVgg Goldkronach, die 1960 in die viertklassige Zweite Amateurliga aufstieg, spielte seit 2023 wieder in der Bezirksliga. Sie führte ihre Tradition auf den Arbeiter-Turn- und Sportverein Vorwärts Goldkronach zurück, der nach dem Ersten Weltkrieg die Anfänge des organisierten Sports in Goldkronach markierte. In den 1920er Jahren existierte ferner der FC Goldkronach, der eher dem bürgerlichen Milieu zuzuordnen war. 1946 wurde Vorwärts Goldkronach als Gesang- und Sportverein wieder gegründet, fusionierte später mit dem SV Brandholz und führt seit 1951 den heutigen Namen SpVgg Goldkronach. Der zweite Fußballverein der Stadt, der ASV Nemmersdorf, spielte in der Kreisklasse in einer Spielgemeinschaft mit der Reserve der SpVgg Goldkronach. Obwohl zwischen beiden Vereinen in der Vergangenheit eine ausgeprägte Rivalität bestand, betrieben ihre Fußballabteilungen seit 2005 gemeinsam Jugendarbeit in der Jugendfördergemeinschaft Fichtelgebirge, der auch weitere Vereine aus der nahen Umgebung angehören. Im September 2023 fusionierten die Fußballabteilungen beider Vereine zum neuen Verein FC Fichtelgebirge. Die erste Herrenmannschaft des neuen Vereins nahm in der Saison 2024/25 den Spielbetrieb in der achtklassigen Bezirksliga Oberfranken Ost des Bayerischen Fußball-Verbandes auf.

### Kegeln
Die Sportkegelvereinigung Goldkronach errang mit ihrer ersten Männermannschaft in der Dritten Bundesliga Süd 2012 die Vizemeisterschaft und kehrte so nach einigen Jahren Abstinenz in die Zweite Bundesliga zurück. Das erste Damenteam spielt in der Bezirksliga A Ost, die Jugendmannschaften in der Bezirksklasse Ost. Die Kegelbahn befindet sich in der Leisauer Straße.

### Schießsport
Der Schießsportverein ZSG 1909 Goldkronach ist in der Gauliga aktiv. Besonders erfolgreich waren die Goldkronacher Schützen in den 1970er Jahren, als der ersten Mannschaft ein Durchmarsch von der C-Klasse bis in die Bezirksliga gelang. Im Jahr 1984 fand in Goldkronach das Hauptschießen des Schützengaus Oberfranken-Süd statt.

### Schwimmen
Zwischen Weizbühl und dem Gemeindeteil Kottersreuth liegt der Goldkronacher Badesee, der sich zum Baden und Schwimmen eignet.

### Wandern
In und um Goldkronach gibt es zahlreiche Wanderwege und ausgeschilderte Routen. Der Humboldtweg, auf dem die Stadtverwaltung auch Führungen anbietet, erschließt rund 40 Stationen im Gebiet des ehemaligen Goldbergbaureviers mit sichtbaren Zeugnissen der Bergbaugeschichte. Der Fränkische Gebirgsweg und der Jean-Paul-Weg führen durch das Stadtgebiet.

### Wintersport
Begünstigt durch seine Lage am Aufstieg zum Fichtelgebirge bietet Goldkronach im Winter eine Reihe von Sportmöglichkeiten. Im Winter 2011 richtete die Stadt einen gespurten Loipeneinstieg am Goldberg ein, über den viele Langlaufrouten des Fichtelgebirges erreicht werden können. Der Badesee wird in der kalten Jahreszeit zum Schlittschuhlaufen, Eisstockschießen und Eishockeyspielen genutzt. Am Mühlhügel existierte in den 1960er Jahren eine Sprungschanze und die SpVgg Goldkronach wurde mit einer Wintersportabteilung erweitert. Der Betrieb des Skilifts im Stadtteil Schlegelberg wurde um die Jahrtausendwende eingestellt, Einheimische und Gäste nutzen die Möglichkeit, im hohen Fichtelgebirge dem alpinen Skisport nachzugehen.

### Weitere Sportarten
In den örtlichen Vereinen wird eine Reihe weiterer Sportarten betrieben. Dazu gehören Tennis bei den Tennisfreunden Goldkronach und beim ASV Nemmersdorf, Karate und Turnen bei der SpVgg Goldkronach und Tischtennis beim ASV. Auf dem Gelände der Tennisfreunde wurde ein Beachvolleyballfeld eingerichtet.

## Persönlichkeiten

### Söhne und Töchter der Stadt

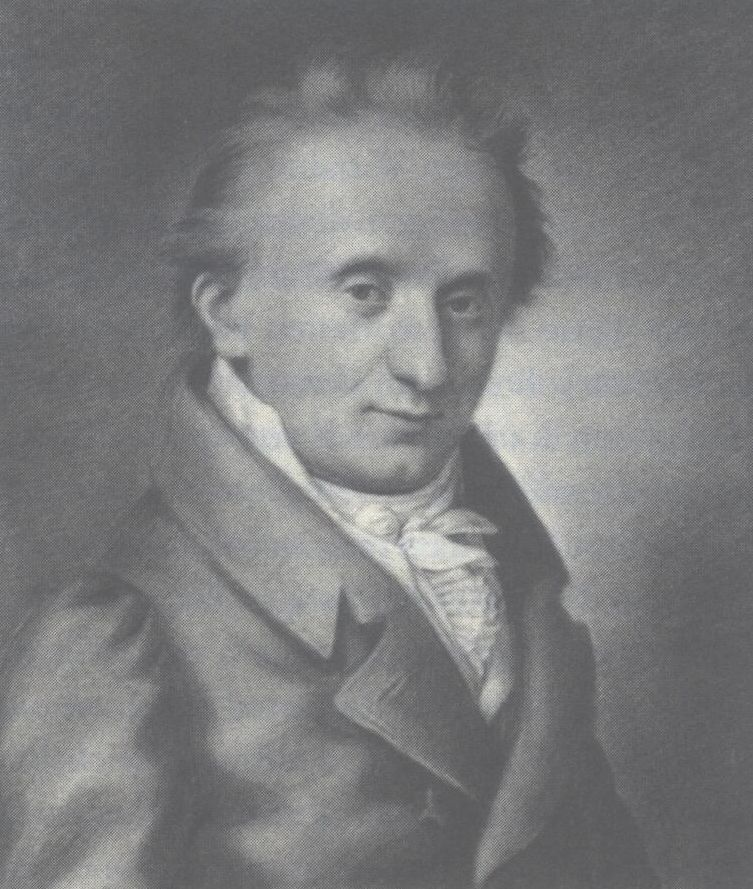
Sigismund von Reitzenstein

- Friedrich Layriz (* 1808 in Nemmersdorf; † 1859 in Unterschwaningen), evangelisch-lutherischer Pfarrer und Hymnologe
- Samuel Wilhelm Oetter (* 1720 in Goldkronach; † 1792 in Markt Erlbach), Heraldiker und Hofpfalzgraf
- Eva Margareta Reichel (* 1824 in Goldkronach; † 1885 in Kulmbach), geborene Pöhlmann, übernahm nach dem Tod ihres Mannes 1857 die Leitung der Reichelbräu (heutige Kulmbacher Brauerei).[78]
- Sigismund von Reitzenstein (* 1766 in Nemmersdorf; † 1847 in Karlsruhe), badischer Diplomat und Politiker

### Persönlichkeiten, die in Goldkronach lebten und wirkten
- Georgius Agricola (* 1494 in Glauchau; † 1555 in Chemnitz), Gelehrter der Renaissance und „Vater der Mineralogie“. Agricola nannte für Goldkronach in seinen Schriften einen wöchentlichen Goldertrag von 1500 Gulden. Petrus Albinus zitierte die Angabe 1598 in der Meißnischen Bergchronik.
- Alexander von Humboldt (* 1769 in Berlin; † 1859 ebenda), deutscher Naturforscher, von 1792 bis 1796 Oberbergmeister und Oberbergrat im preußischen Goldkronach. Humboldt revolutionierte den Bergbau in technischer Hinsicht, führte aber auch Maßnahmen zu Bildung und sozialer Sicherung der Bergleute ein. Ein Selbstversuch bei bösem Wetter kostete ihm im letzten Jahr seines Aufenthalts beinahe das Leben. Er schrieb am 20. Januar 1794 an seinen Freund Johann Carl Freiesleben: „In Goldkronach besonders bin ich glücklicher, als ich je wagen durfte zu glauben!“
- Hartmut Koschyk (* 16. April 1959 in Forchheim), Politiker (CSU), seit 1990 MdB, Eigentümer von Schloss Goldkronach, Oktober 2009 bis Dezember 2013 Parlamentarischer Staatssekretär im Bundesfinanzministerium, Initiator der Goldkronacher Gespräche

## Sonstiges

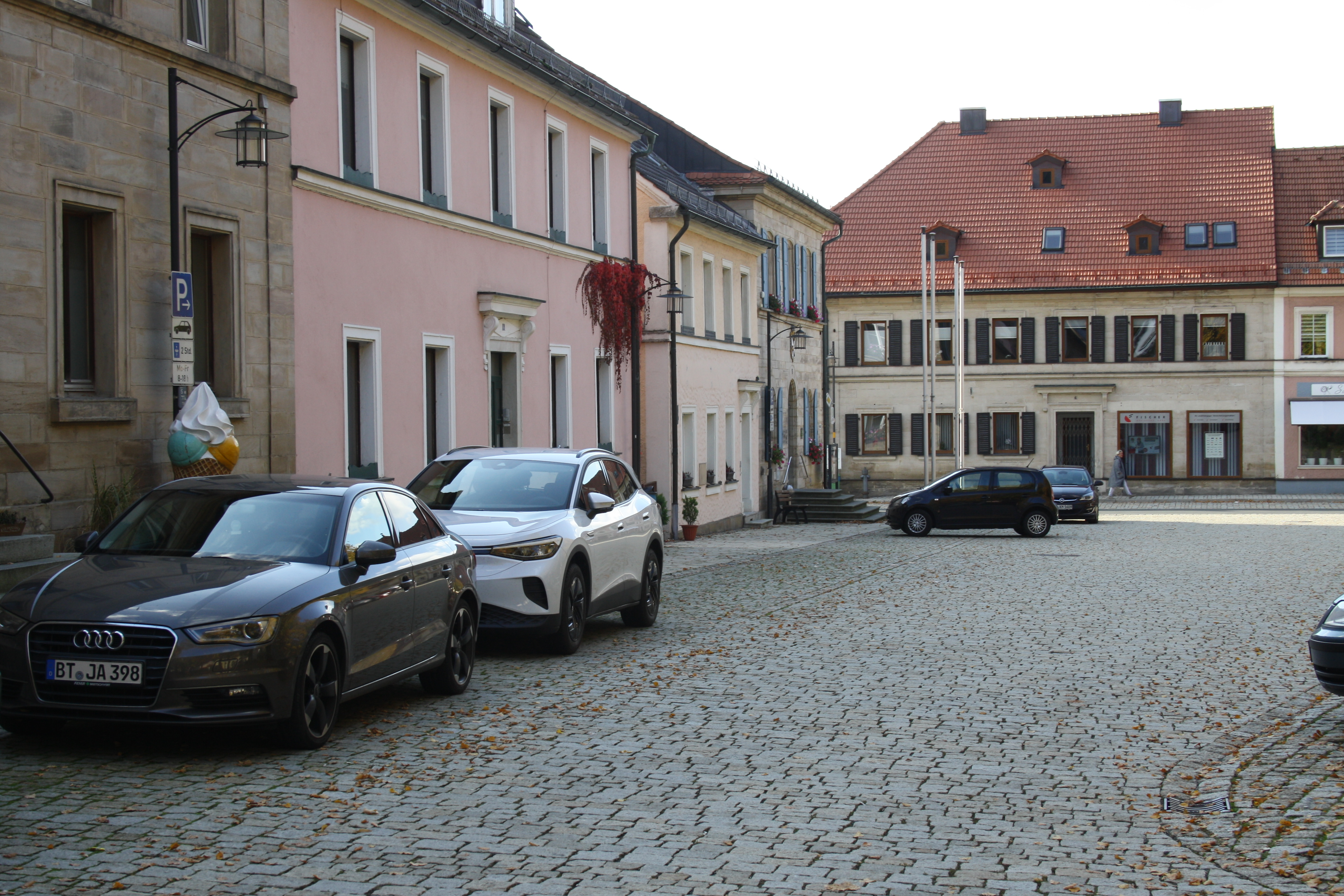
Südseite des Marktplatzes mit dem Haus Marktplatz 6 (rosa Fassade)

- Goldkronach war Kulisse für ein gleichnamiges Fernsehspiel (ZDF/Telenorm 1985) mit Michael Roll. Nach dem Drehbuch von Fitzgerald Kusz behauptet ein Journalist, auf Gold gestoßen zu sein und löst damit einen neuen Goldrausch in Goldkronach aus.
- Im Jahr 2022 wurde bekannt, dass am Marktplatz bis Mitte 2025 ein Gemeinschaftshaus entstehen soll. Zu diesem Zweck soll im Frühjahr 2023 das Anwesen Marktplatz 6 abgebrochen werden.[79]